# Історія ЛГБТ-руху в Німеччині

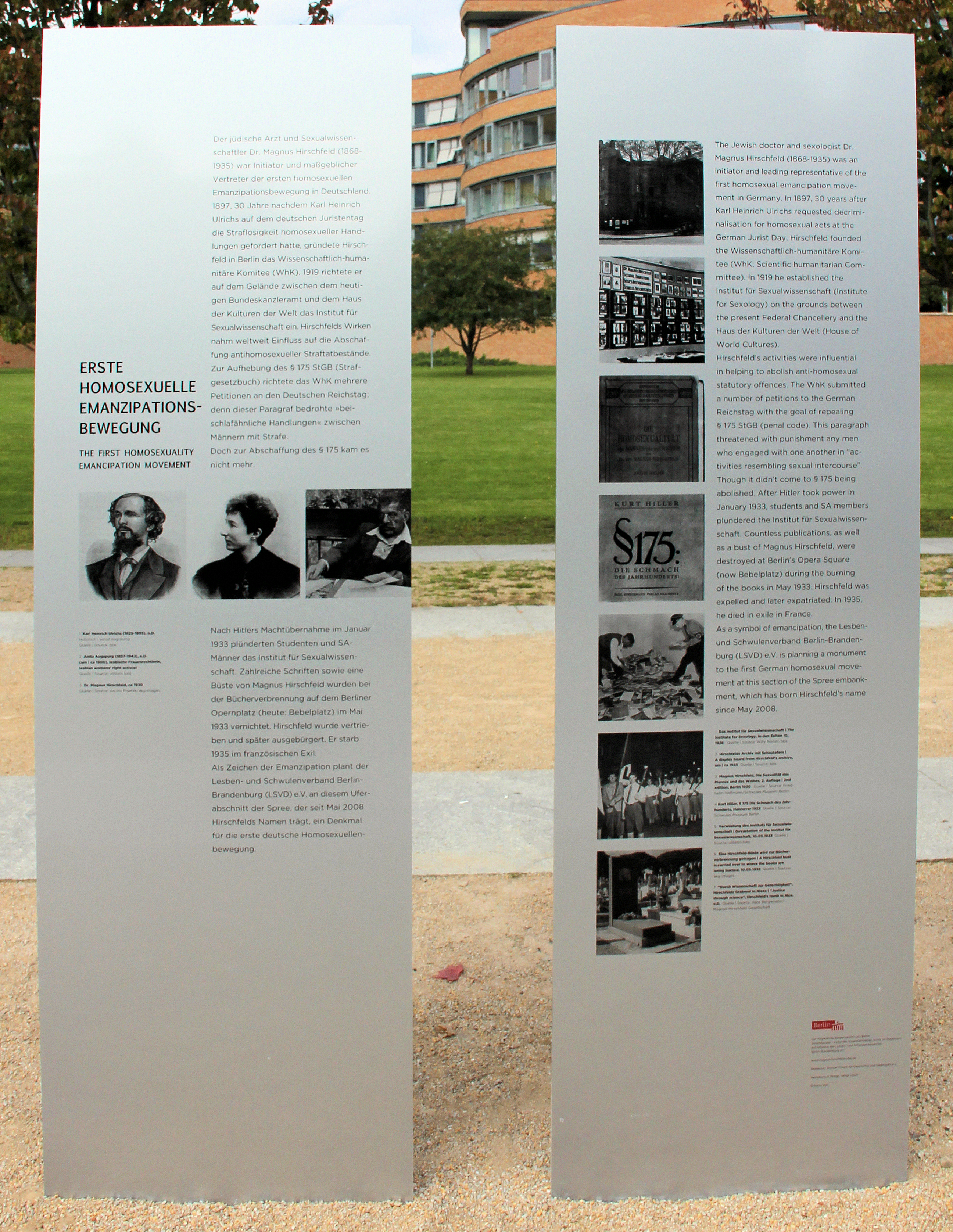
Пам'ятна дошка у берлінському районі Моабіт, що розповідає історію ЛГБТ-руху країни.

ЛГБТ-рух у Німеччині пережив три хвилі у своєму розвитку. Із кінця дев'ятнадцятого століття до приходу до влади нацистів з'являлися перші у світовій історії дослідження природи гомосексуальності, журнали для геїв і лесбійок і фільми про них. Друга хвиля (1960-1980-ті роки) привела до утворення правозахисних ЛГБТ-організацій, становлення гей-культури Німеччини, перших демонстрацій і гей-прайдів. Сучасний етап німецького ЛГБТ-руху ознаменувався розвитком широкої мережі вузькопрофільних ЛГБТ-організацій, законодавчим врегулюванням статусу одностатевих сімей і забороною дискримінації гомосексуалів.

## Зародження гомосексуального руху в Німеччині

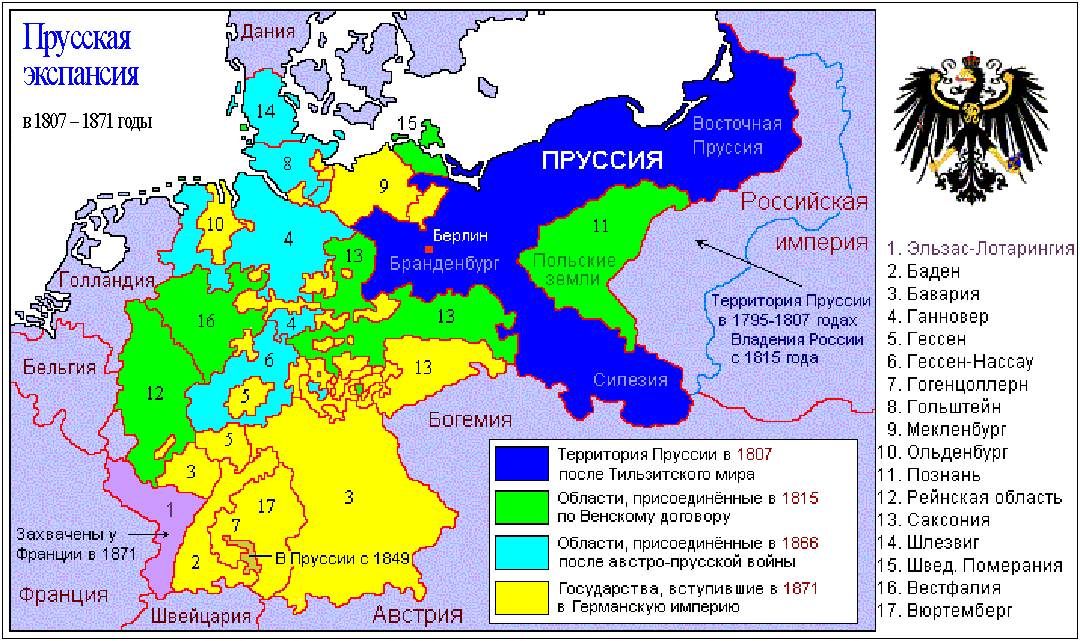
Розширення Пруссії і об'єднання Німеччини навколо неї в 1871 році.

### Правове становище гомосексуальних стосунків в Германській імперії
Велика французька революція (1789—1799) і проголошення Декларації прав людини і громадянина (1789) започаткували процес відокремлення церкви від держави і заклали основи для лібералізації ставлення до гомосексуалів в Західній Європі. У 1787 році у кримінальному кодексі імператора Священної Римської імперії Йосипа II, що діяв на спадкових землях Габсбургів, була скасована страта за одностатеві стосунки і замінена штрафами.
У 1791 році в Франції була офіційно декриміналізівані гомосексуальні стосунки, що також збереглося і у французькому Кримінальному кодексі 1810 року. Завдяки Наполеонівським війнам французьке право поширилося на багато підконтрольних територій, у тому числі на деякі німецькі держави.
30 вересня 1817 року в Швейцарії був публічно страчений гомосексуальний чоловік за вбивство свого коханця. Ця історія глибоко зачепила німецькомовного письменника Генріха Хесслі(нім. Heinrich Hössli), внаслідок чого він провів власне розслідування цієї історії і на її основі написав книгу «Ерос: Чоловіча любов греків»(нім. Eros. Die Männerliebe der Griechen), яка вважається першою працею по захисту гомосексуальності в сучасній історії.
У 1870 році прусське кримінальне законодавство, караюче за одностатеві зв'язки, було перейнято Північнонімецьким союзом, а в 1871 році воно поширилося на територію усієї Германської імперії в результаті об'єднання німецьких держав в єдину державу. З 1 січня 1872 року новий кодекс набуває чинності, в нім параграф про «протиприродну розпусту», нарешті, отримує номер 175, з яким і стає сумнозвісним.

### Публикації Ульріхса та Кертбені

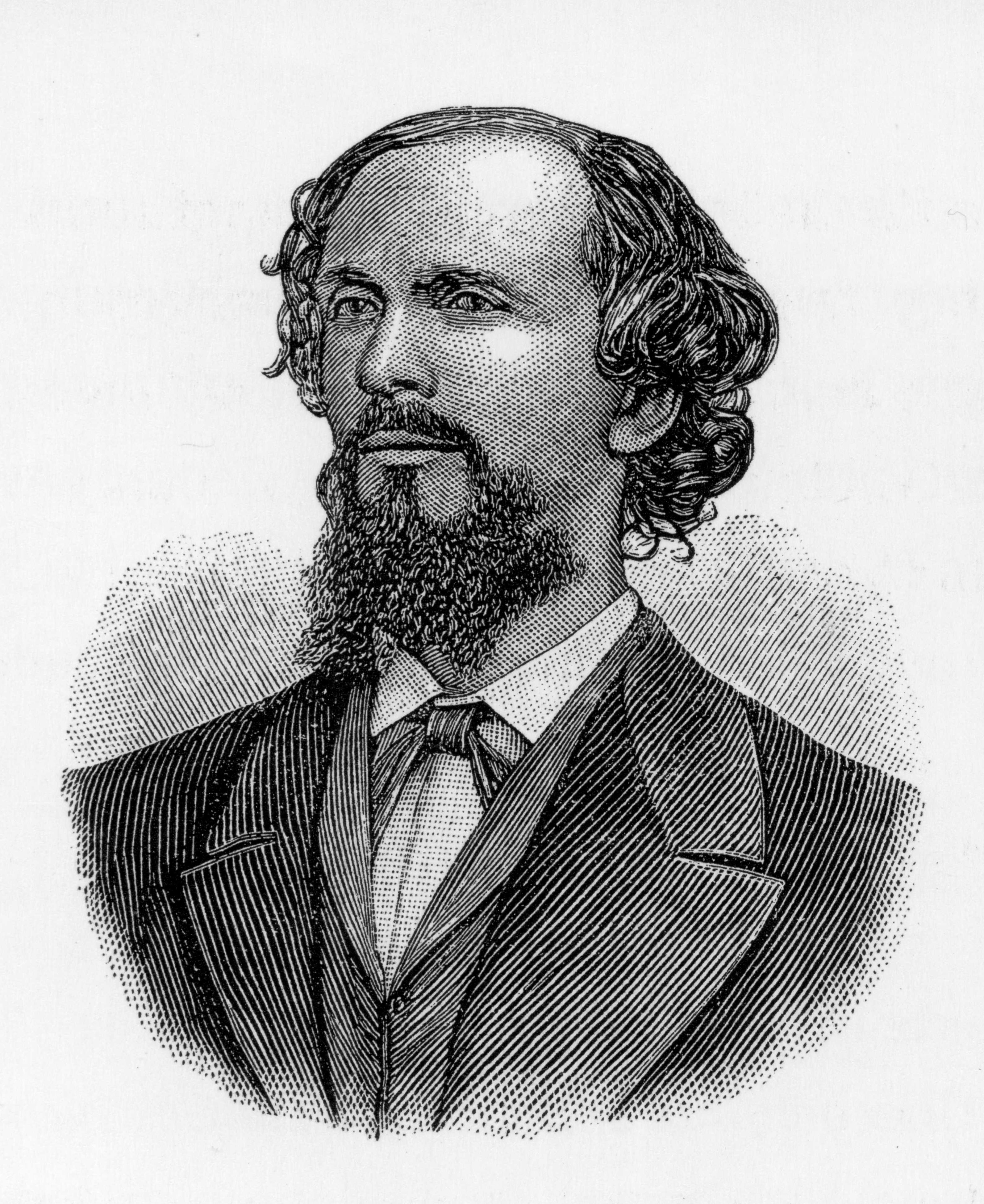
Карл Генріх Ульріхс

Німецький юрист і письменник Карл Генріх Ульріхс, що жив в Королівстві Ганновер, де гомосексуальність кримінально не переслідувалася, з 1850-х років займався вивченням феномену гомосексуальності. Ним було опубліковано багато статей з серії «Загадки чоловічої любові»(нім. Räthsel der mannmännlichen Liebe), в яких він зокрема розробив ранню концепцію сексуальної орієнтації. Вивчаючи сексуальність людини, Ульріхс розрізняв з одного боку, «діонінгів»(нім. Dioninge) — чоловіків, що люблять жінок, і жінок, що люблять чоловіків, і з іншого боку, "урнінгів(нім. Urninge) — чоловіків, що люблять чоловіків, і «урніндів»(нім. Urninden) — жінок, що люблять жінок. Ульріхс вважав, що уранізм є природженою властивістю людини і тому гомосексуали не повинні притягуватися до кримінальної відповідальності.
У 1864 році Ульріхс у своїй роботі «Vindex. Social — juristische Studien über mannmännliche Geschlechtsliebe», виданою у Лейпцизі, не лише вимагав припинення кримінального покарання і громадського осуду одностатевої любові, але і закликав самих гомосексуалів об'єднуватися і боротися за свої громадянські права. У своїх дослідженнях Ульріхс стверджував, що в кожному місті з більш ніж 100 000 жителями є не менше 50 дорослих гомосексуалів, а в усій Германській імперії повинно налічуватися до 35 тисяч гомосексуалів. Своїми численними публікаціями Ульріхс намагався пробудити в гомосексуалах прагнення емансипації і боротьби за свої права, а також роз'яснити суспільству наслідки переслідування одностатевої любові.
Влітку 1869 року Карл Маркс відправив Фрідріху Енгельсу одну з брошур Ульріхса. У своєму листі у відповідь від 22 червня 1869 року Маркс писав:
| Педерасти починають рахувати свої ряди і вважають, що вони складають силу в державі. Їм бракує тільки організації, але вона, мабуть, вже таємно існує. Щастя ще, що ми особисто занадто старі, щоб побоюватися, що при перемозі цієї партії нас змусять своїм тілом платити данину переможцям. Оригінальний текст (нім.) Die Päderasten fangen sich an zu zählen und finden, daß sie eine Macht im Staate bilden. Nur die Organisation fehlte, aber hiernach scheint sie bereits im Geheimen zu bestehen... Es ist nur ein Glück, daß wir persönlich zu alt sind, daß wir noch beim Sieg dieser Partei fürchten müßten, den Siegern körperlich Tribut zahlen zu müssen... — Із листа К. Маркса Ф. Енгельсу від 22.06.1869 // Маркс К., Энгельс Ф. Сочинения. т. 32 – М., 1964 – с. 260. (рос.) |

29 серпня 1867 року на засіданні німецьких юристів в Мюнхені, в якому брали участь понад 500 чоловік, Ульріхс уперше запропонував не розглядати гомосексуальні стосунки з позиції правопорушень і відмінити усі наявні кримінальні переслідування гомосексуалів. Така пропозиція не викликала захвату у юристів, які не дали Ульріхсу закінчити свою промову, визнавши його доповідь скандальною, «надмірно сексуалізованою» і порочною.
У 1870 році Ульріхс намагається організувати журнал для гомосексуалів «Уранус», проте після виходу першого числа журнал припиняє своє існування. Незабаром у 1880 році Ульріхс з причини ставлення його колег, що усе більш погіршується до нього і суспільства в цілому до його робіт, емігрував в Італію. Помер він у 1895 році в невеликому італійському містечку Акіла у бідності і забутті.

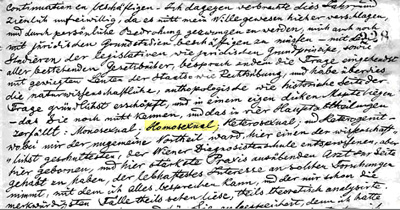
Перша згадка слова «гомосексуал» в листі Карл-Марія Кертбені.

У 1869 році берлінський публіцист угорського походження Карл-Марія Кертбені, що займався питаннями прав людини, анонімно видав листівку, в якій висловлювався проти кримінального переслідування одностатевих стосунків. У ній він уперше використав слова «гомосексуальність» і «гетеросексуальність».

### Патологізація гомосексуальності
В кінці дев'ятнадцятого століття завдяки публікаціям наукових робіт багатьох іменитих лікарів-психіатрів гомосексуальність починає вважатися психічним захворюванням. Слід зазначити, що терміни «гомосексуальність» і «гетеросексуальність» у той час означали виключно сексуальну поведінку, тобто конкретні сексуальні контакти, а не почуття, бажання або фантазії.
У 1869 році берлінський психіатр Карл Вестфаль вводить термін «контрерсексуальность»(нім. Konträrsexualität) для осіб, що практикують одностатеві сексуальні контакти, і осіб, що носять одяг протилежної статі. Таких людей Вестфаль відносить до психічно хворих.
У 1886 році психіатр і сексолог Ріхард фон Крафт-Эбінг, що керував також притулком для божевільних, опубліковує свою знамениту працю «Psychopathia sexualis», в якій розрізняє природжену і придбану форми гомосексуальності і вводить їх в ранг сексуальних девіацій і статевих збочень.
У 1891 році психіатр і сексолог Альберт Молль опубліковує першу монографію німецькою мовою, цілком присвячену гомосексуальності, — свою роботу «Die Conträre Sexualempfindung». Він вважає гомосексуальність природженою властивістю і зараховує її до хворобливої перверсії, а також висловлюється проти кримінального переслідування гомосексуалів.

### Науково-гуманітарний комітет Магнуса Хіршфельда
Гучний судовий процес, що відбувся у 1895 році в Лондоні проти англійського поета Оскара Уайльда за звинуваченням у сексуальних зв'язках з Альфредом Дугласом, в результаті якого поет був засуджений до двох років в'язниці і примусових робіт, став поштовхом для німецького лікаря і сексолога Магнуса Хіршфельда до громадської діяльності по декриміналізації і громадського визнання одностатевих контактів між чоловіками.

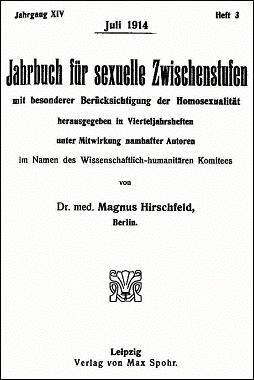
Щорічник проміжних статевих сходинок (1914).

15 травня 1897 року зусиллями Магнуса Хіршфельда, Макса Шпора, Едуарда Оберга і Франца-Йозефа фон Бюлова був заснований Науково-гуманітарний комітет — перша у світі організація, що відстоювала права гомосексуалів; однією з цілей Комітету стала боротьба за відміну § 175. У 1902 році виникають регіональні представництва Комітету в Франкфурті-на-Майні, Мюнхені, Дюссельдорфі і Лейпцизі.

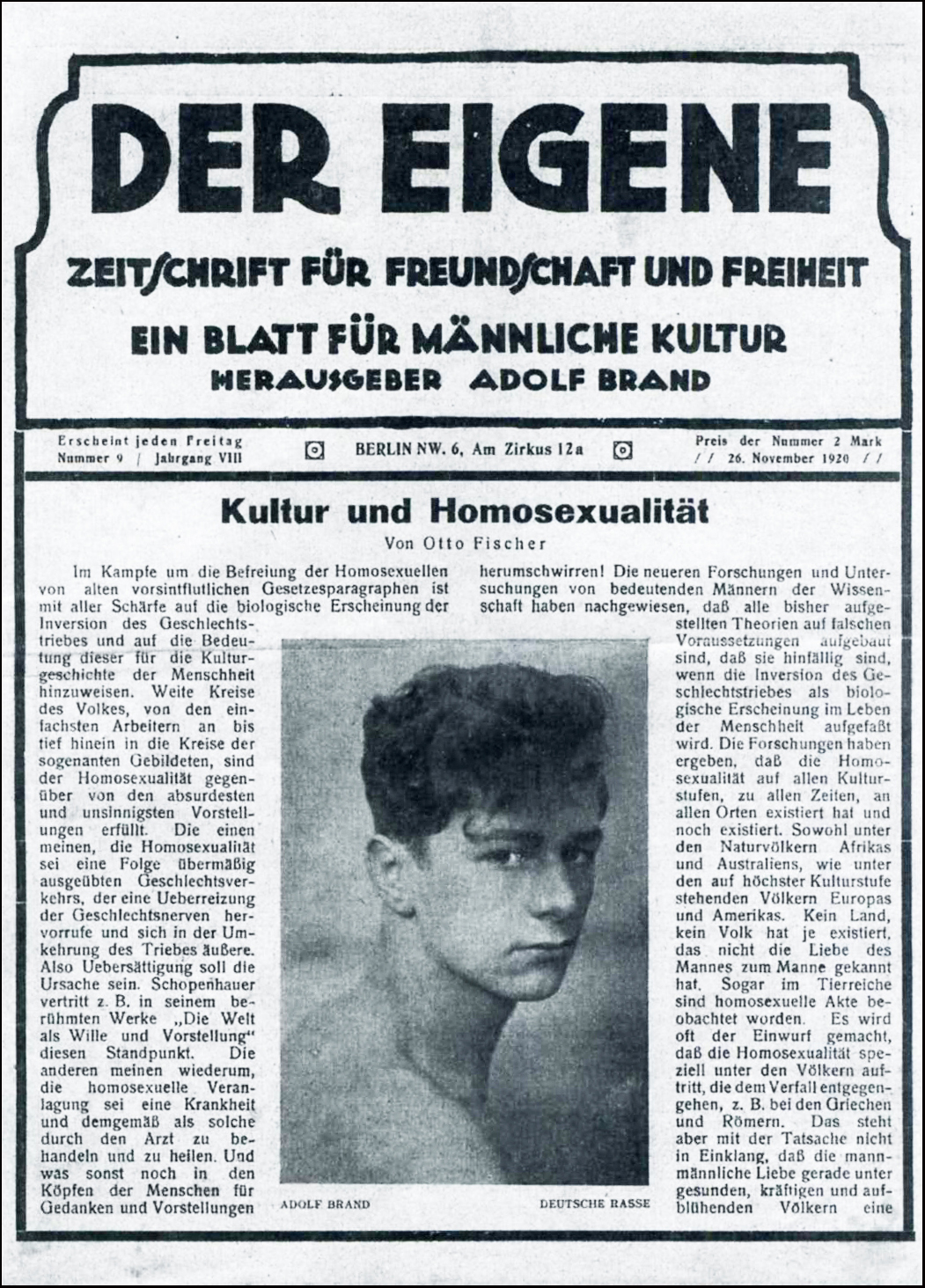
Журнал «Свій», листопад 1920 року.

У 1897 році Комітет подає першу петицію Рейхстагу з проханням відмінити переслідування гомосексуальних контактів. Петицію підписали понад 6 тисяч учених, політиків і діячів мистецтва. У 1900 році Комітетом була подана друга подібна петиція. Третя петиція була подана в 1904 році, але вона була відхилена; подана повторно в 1907 році вона також не мала ніякого успіху.
У 1899 році Науково-гуманітарний комітет випускає перший науковий журнал по сексології — «Щорічник проміжних статевих сходинок»(нім. Jahrbuch für sexuelle Zwischenstufen), який виходив впродовж наступних 23 років аж до 1923 року. Щорічник став найважливішою платформою для дискусій про гомосексуальність; у журналі регулярно друкувалися результати наукових досліджень, історикографічні статті і біографічні есе. В роботах Хіршфельда і його послідовників в центрі уваги стоїть проміжне статеве положення гомосексуалів — фемінінного гомосексуального чоловіка і маскулінної гомосексуальної жінки.
Створене в 1903 році Адольфом Брандом(нім. Adolf Brand) «Співтовариство своїх»(нім. Gemeinschaft der Eigenen), що було закритим товариством передплатників журналу «Свій»(і другою організацією чоловіків-гомосексуалів Німеччині після Комітету), відкидало ідеї Хіршфельда про фемінінність гомосексуальних чоловіків як стереотипне карикатурне представлення і оспівувало мужність. Перший журнал для гомосексуалів «Свій»(нім. "Der Eigene") був заснований Брандом в 1896 році.

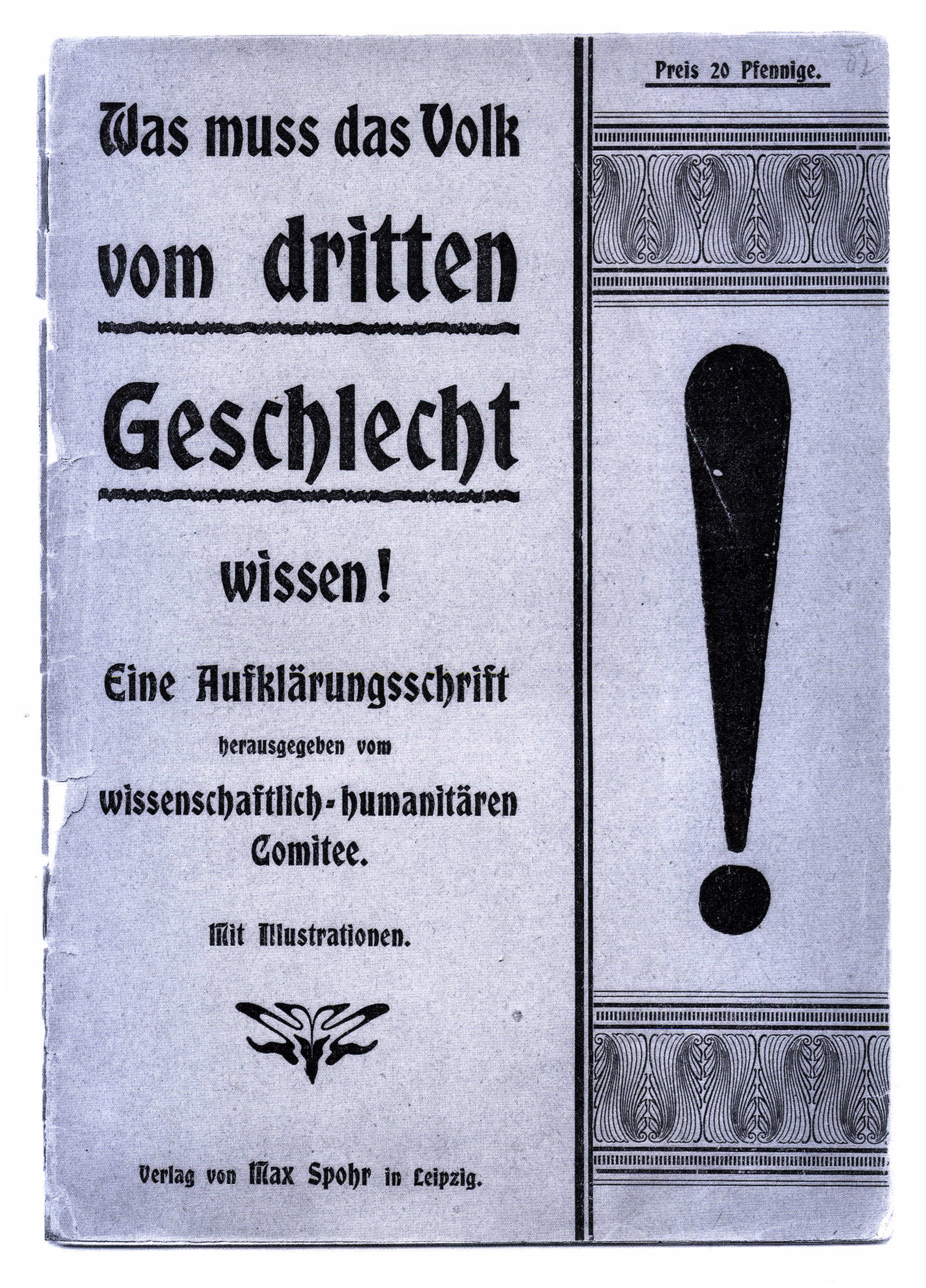
«Що повинен знати народ про третю стать» Магнусa Хіршфельдa.

У 1901 році Науково-гуманітарний комітет публікує призначену для широких верств статтю Хіршфельда «Що повинен знати народ про третю стать»(нім. "Was muss das Volk vom Dritten Geschlecht wissen"!). З 1903 року Хіршфельд наслідує приклад таких відомих сексологів як Хевлок Елліс і Пауль Некке і проводить дослідження, покликані показати відсутність взаємозв'язку між гомосексуальністю і дегенерацією особи.
У 1903 році Хіршфельд проводить масове анкетування студентів, метою якого є отримання статистичних даних про кількість гомо- і бісексуалів в суспільстві. В результаті дослідження Хіршфельд приходить до висновків про те, що 1,5 % населення гомосексуальні і 3,9 % бісексуальні. Один із студентів, що отримав анкету Хіршфельда поштою, подає проти нього позов унаслідок «образи» і «поширення розпусної літератури». Позов проти Хіршфельда був задоволений і дослідник був засуджений до грошового штрафу в 200 марок.
Низка гучних процесів, що пройшла у 1907—1909 роках, пов'язаних з справою Хардена-Ойленбурга, значно посилює антигомосексуальні настрої у суспільстві. Хіршфельд призначається експертом у справі для встановлення гомосексуальності учасників процесу. В результаті того, що Хіршфельд після закінчення одного з процесів і вже в процесі іншого раптом відмовляється від заключень своєї попередньої експертизи, до нього втрачається довіра і в результаті багато членів Науково-гуманітарного комітету виходять з нього і засновують організацію Sezession(«Сецесія»). В результаті протиріч, що виникли в Комітеті в ньому настає криза.
У 1908 році Хіршфельд разом з психоаналітиком Карлом Абрамом проводять офіційне дослідження чоловіка, після чого чоловік отримує офіційний дозвіл від влади на носіння жіночого одягу. В 1910 році Хіршфельд вводить термін «трансвестит» для позначення чоловіків і жінок, що воліють носити одяг протилежної статі, попри те, що більшість психоаналітиків(зокрема, Ізидор Задгер і Вільгельм Штекель) продовжують зараховувати таких людей до гомосексуалів.
У 1914 році Хіршфельд видає монографію «Гомосексуальність чоловіка і жінки»(нім. "Die Homosexualität des Mannes und des Weibes"), в якій уперше в історії пропонує концепцію терапії гомосексуалів з метою примирення їх зі своєю сексуальністю, а не з метою перетворення їх на гетеросексуалів.

## Лібералізація часів Веймарської республіки

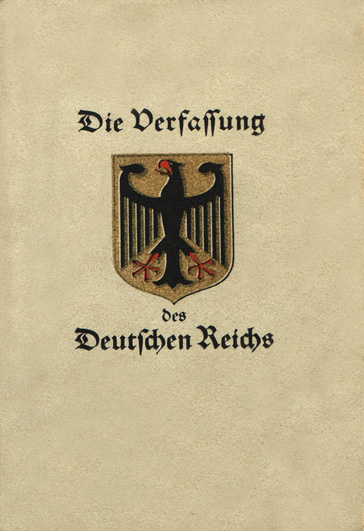
Веймарська конституція.

### Виникнення правозахисних організацій
З падінням імперії і створенням Веймарської республіки(1918) були гарантовані свободи слова і зборів усім громадянам. В цей час відбувається розквіт гомосексуального руху і з'являється багато організацій гомосексуалів.
Перші такі «гуртки», завданням яких було поліпшення соціального і соціального становища гомосексуалів, виникли у великих містах вже у 1919 році. Наприклад, у Берліні був створений «Берлінський дружній союз»(нім. Berliner Freundschaftsbund), метою якого була проголошена боротьба за поліпшення соціального, політичного і юридичного положення гомосексуалів. В 1920 році на його базі при співпраці організацій гомосексуалів з Гамбурга і Франкфурта-на-Майні створюється «Німецьке об'єднання дружби»(нім. Deutscher Freundschaftverband), що є координаційним центром для різних регіональних груп. У 1921 році в Касселі відбувся перший з'їзд «Німецького об'єднання дружби», в якому взяли участь 8 регіональних організацій гомосексуалів. У подальші роки до 1929 року проходили також декілька подібних зустрічей.
У 1922 році «Німецьке об'єднання дружби» було перетворене в «Союз за права людини»(нім. Bund für Menschenrecht), що став єдиною на той час масовою організацією гомосексуалів. Першим головою Союзу став видавець Фрідріх Радсцувайт (нім. Friedrich Radszuweit). Друкованим органом організації був «Бюлетень за права людини» (нім. Blatt für Menschenrecht). Основною метою Союзу була проголошена відміна кримінального переслідування і боротьба з суспільними забобонами проти гомосексуалів. Незважаючи на невелике число активних членів, що займаються боротьбою за політичні цілі, в цілому в квітні 1924 року Союз налічував 12 тисяч членів. До 1929 року число членів зросло до 48 тисяч. В той же час «Співтовариство Своїх» Адольфа Бранда налічували не більше 2-3 тисяч членів. Більшість місцевих гуртків «Союзу за права людини» були зустрічами для дозвілля за інтересами і обговоренням новин.
У 1923 року «Союзом за права людини», Науково-гуманітарним комітетом і «Співтовариством Своїх» був заснований «Активний комітет»(нім. Aktionskomitee) для здійснення координації дій. Основним завданням Науково-гуманітарного комітету була підготовка наукового ґрунту для відміни параграфа 175. В той же час «Союз за права людини» перейняв на себе усі необхідні контакти з державними установами і проведення роз'яснюючої роботи з громадськістю. Завданням «Співтовариства Своїх» стала інформаційна пропаганда за допомогою мистецтва.
Між «Союзом за права людини» і Науково-гуманітарним комітетом були розбіжності з різних питань. Тоді як Союз вимагав лише декриміналізації сексуальних контактів між повнолітніми чоловіками старше 18 років, Комітет вимагав повного правового зрівнювання гомосексуальних і гетеросексуальних контактів і пониження віку згоди до 16 років. Крім того, Союз піддавав великій критиці фемінізованих гомосексуалів і трансвеститів за їх «відразливий вигляд» і, як наслідок, посилення гомонегативістських настроїв в суспільстві; тоді як в Науково-гуманітарному комітеті жіночні чоловіки і трансвестити розглядалися як природний прояв чоловічої гомосексуальності відповідно до теорії Хіршфельда про «проміжні сексуальні щаблі» (нім. sexuelle Zwischenstufen).

### Наукові дослідження гомосексуальності
У 1919 році Магнусом Хіршфельдом у Берлінському районі Тіргартен був заснований Інститут сексуальних наук, що тісно співпрацював з Науково-гуманітарним комітетом, який перемістився до Інституту і створив у нім «Відділ сексуальних реформ». Інститут активно контактував у своїх дослідженнях з гомосексуалами і трансгендерами. У дослідженнях Інституту гомосексуали розглядалися як представники третьої статі разом з чоловіками і жінками, тому вони не мають бути переслідувані через наявність у них певної природженої якості.
Заснуванням Інституту Хіршфельд переслідував мету поглиблення науково-дослідної бази з питань гомосексуальності задля відміни антигомосексуального § 175, а також розгляд загальних питань людської сексуальності і сприяння проведенню сексуальних реформ. Зокрема, в Інституті проводилися громадські вечори питань і відповідей на теми сексуальності, сімейного життя, гігієни тіла, контрацепції, аборту, гомосексуальності, статевим інфекціям і іншим питанням. Таким чином, Інститут був багато в чому практичним і науково-популярним продовженням Науково-гуманітарного комітету.

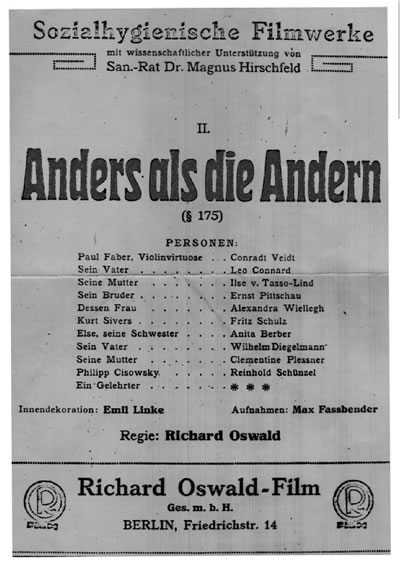
Афіша до фільму «Не такий як усі» (1919).

Австрійський фізіолог Ойген Штайнах в 1919 році приходить до ідеї про те, що причина гомосексуальності лежить в жіночому яєчнику або чоловічій мошонці, у зв'язку з чим Штайнах пропонує як «лікування» гомосексуалів їх односторонню кастрацію і заміну одного «гомосексуального» яєчка на «гетеросексуальне». Хіршфельд переймає ці ідею і направляє деяких своїх пацієнтів на подібні операції, проте вони не призводять до успіху, тому в 1922 році подібні операції припиняються.
У 1919 році режисером Ріхардом Освальдом в співавторстві з доктором Хіршфельдом був знятий німий фільм «Не такий як усі» з Конрадом Фейдтом в головній ролі — мелодрама про одностатеву любов, шантаж і смерть. Метою фільму була просвіта населення з питань гомосексуальності. Показ фільму був скасований поліцією в Відні, Мюнхені і Штутгарті. Творці фільму звинувачувалися в гомосексуальній пропаганді(нім. Homosexuelle Propaganda). Прусський ландтаг відхилив пропозицію про заборону фільму на території Пруссії унаслідок того, що заборона фільму суперечила б свободі слова, гарантованій конституцією Веймарської республіки. 25 квітня 1920 року німецький парламент ввів-таки цензуру в кіно. Про те, чи вплинув фільм «Не такий як усі» на це рішення, говорити важко. Зроблена у 1927 році спроба зняти перероблену версію фільму не увінчалася успіхом через ухвалений закон про цензуру.
З 1921 року Інститут сексуальних наук проводив міжнародні конгреси з питань сексології, гомосексуальності і сексуальних реформ. Наприкінці 1920-х — на початку 1930-х років подібні конгреси лікарів-сексологів проходили в декількох містах світу. Для координації міжнародних конгресів у 1928 році була створена Всесвітня ліга сексуальних реформ, президентами якої разом з Магнусом Хіршфельдом були також призначені Огюст Форель(Швейцарія) і Хевлок Елліс(Англія). Практичними завданнями Ліги було поширення сексологічних знань з метою легалізації абортів, лібералізації сімейного права і відміни кримінального переслідування гомосексуалів. Ліга провела міжнародні конгреси в Копенгагені (1928), Лондоні (1929), Відні (1930) і Брно (1932).
В результаті гіперінфляції в країні і появі великої кількості журналів і газет для гомосексуалів в 1923 році видання Науково-гуманітарним комітетом «Щорічника проміжних статевих сходинок» був припинений.
У 1929 році усередині Науково-гуманітарного комітету виникає чергова криза, викликана невдоволенням керівництва, внаслідок чого Хіршфельд залишає пост голови Комітету. Новим керівником Комітету стає колишній заступник Хіршфельда Отто Юліусбургер(нім. Otto Juliusburger). Після залишення Хіршфельдом Комітету змінюється його курс, і Комітет незабаром відмовляється від теорії «проміжних сходинок» і ставить під питання зв'язок чоловічої гомосексуальності і фемінінності.

### Розвиток гомосексуальної субкультури
У видавництві Фрідріха Радсцувайта виходив цілий спектр газет і журналів для гомосексуальних чоловіків і жінок, наклад деяких з яких доходив до 100 тисяч екземплярів в місяць. Один лише журнал «Острів»(нім. Insel) до 1930 року досяг накладу в 150 тисяч екземплярів. Преса була доступною для гомосексуалів у газетних кіосках великих міст. Радсцувайт відкриває у Берліні книжковий магазин для гомосексуалів, в якому можна було придбати не лише художню літературу, газети і журнали, але і еротичні фотографії. З 1924 року у видавництві Радсцувайта виходить лесбійський часопис «Подруга»(нім. Die Freundin), в якому розміщується також невеликий блок для трансвеститів.

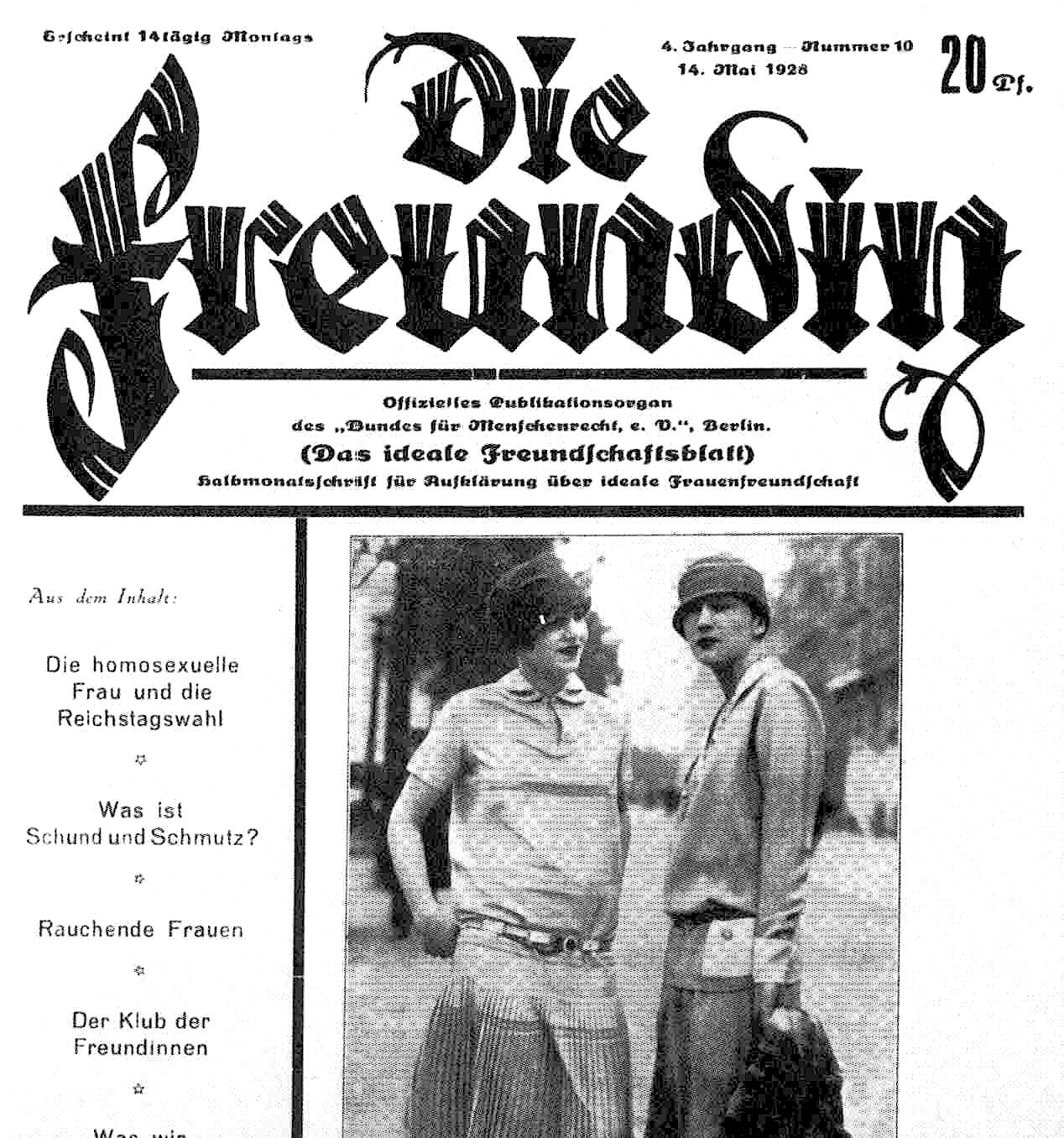
Лесбійський часопис «Подруга», травень 1928 року.

У 1925 році один з номерів часопису «Свій» виходить під іншою назвою «Тітка»(нім. Tante). Номер повністю присвячується критиуі хіршфельдовської теорії чоловічої гомосексуальності і позиції Науково-гуманітарного комітету, що фемінізують гомосексуальних чоловіків.
В часописах для гомосексуалів у великій кількості публікувалася також і белетристика, що торкається гомосексуальних тем. Зі збільшенням числа камінг-аутів у суспільстві багато авторів, у тому числі і відомі, починають звертатися до теми гомосексуальності у своїх творах. Вже в 1913 році Томас Манн публікує свою новелу «Смерть у Венеції», в якій він описує власні гомосексуальні переживання. У ряді творів його сина Клауса Манна гомосексуальні переживання зайняли центральне місце — "Благочестивий танець"(1926), «Олександр» (1929) і "Місце зустрічі в нескінченності"(1932), що вийшли у видавництві S. Fischer Verlag.
Великий успіх мав роман російської емігрантки Олени Нагродської, що вийшов в 1919 році, «Бронзові двері»(нім. Die bronze Tür), що розповідає про проблеми рівноправ'я одностатевої любові. Роман витримав п'ять перевидань і був екранізований у 1928 році віденським режисером Хансом Эффенбергером(нім. Hans Effenberger). Також і Стефан Цвейг звертається до теми гомосексуальності у своїй новелі «Сум'яття почуттів».
Практично у кожному великому місті були бари і закусочні для гомосексуальної публіки. По всій країні від Кенігсберга до Кельна, від Фленсбурга до Мюнхена проходили різні заходи розважального характеру, святкування і бали, організовані для гомосексуалів.

## Занепад гомосексуального руху в нацистський період

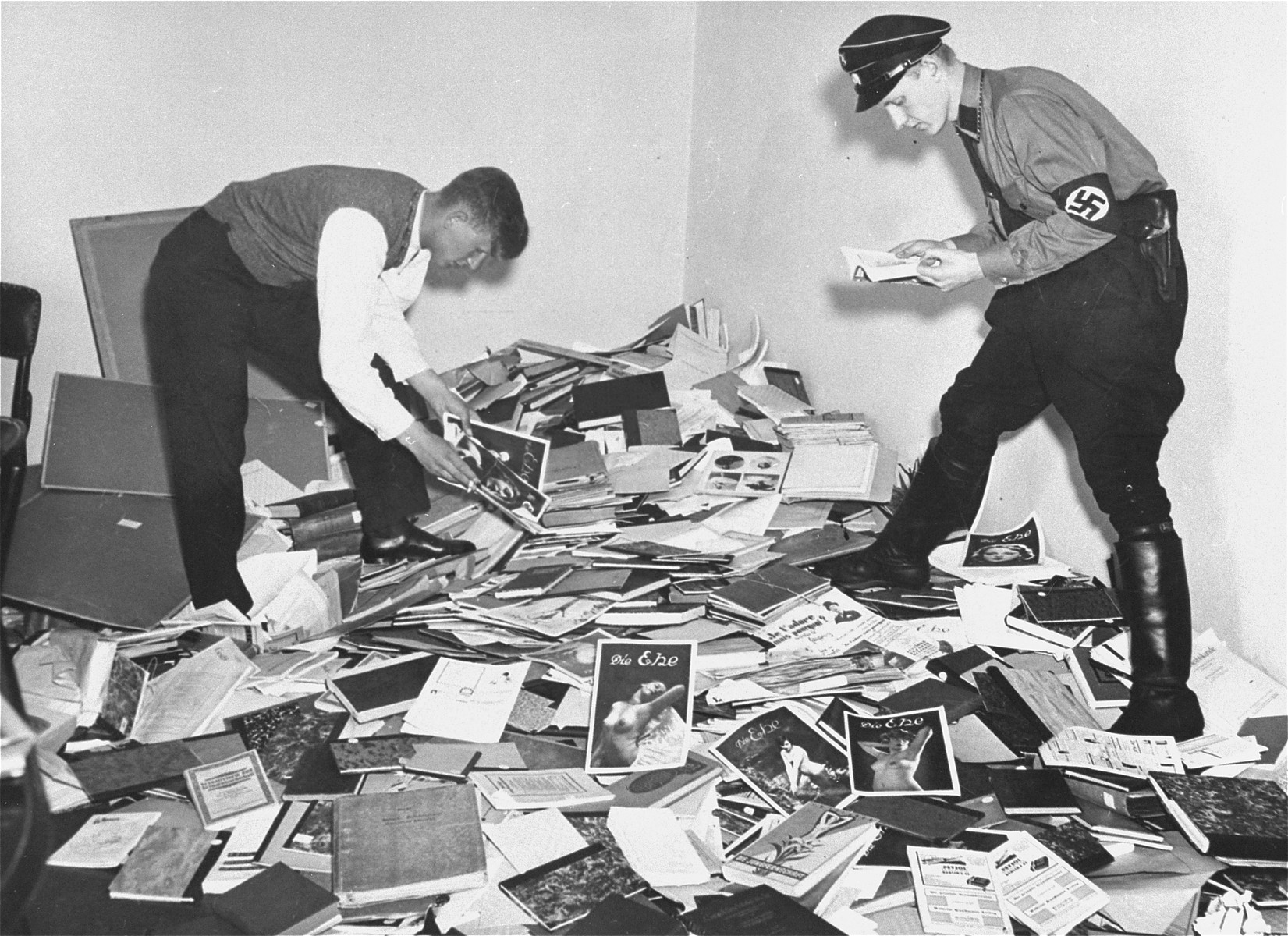
Знищення книг бібліотеки Інституту сексуальних наук у Берліні.

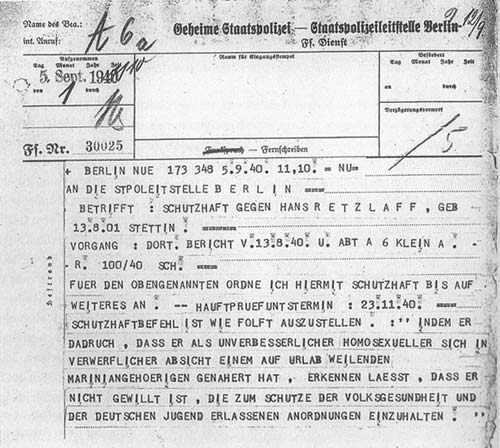
Сповіщення Гестапо про узяття під захисний арешт у зв'язку з «невиліковною гомосексуальністю».

Сексуальні меншини не вписувалися в нацистську ідеологію чистої «арійської раси», згідно якої будь-який прояв сексуальності, що виходить за межі «арійського шлюбу» вважався брудним і небезпечним. Посилення переслідування гомосексуальних чоловіків в нацистській Німеччині і подальші прагнення до проведення кастрації над усіма засудженими пов'язано з нацистською ідеологією расової гігієни і спробами захисту «арійської раси» від «заразного дегенеруючого впливу гомосексуальності».
З перших же місяців після його приходу до влади нацистами видаються декілька указів про закриття «аморальних»(нім. unsittlich) закладів, службовців «місцями зустрічей» людей, що «вдаються до протиприродної розпусти» і проституції, яка була оголошена поза законом. Згідно з цим законом, закриваються і більшість кафе і барів, відомих як місця зустрічей гомосексуалів.
Також закривається більшість, на думку нацистів, «брудних журналів»(нім. "Schmutzschriften"), серед яких виявляються також різні інформаційні і художні видання для гомосексуалів. Серед заборонених видань опиняються такі журнали, як Blätter für Menschenrecht, Die Insel, Der Kreis і інші. До березня 1933 року закриваються усі журнали для ЛГБТ-людей, що залишилися. Проте видаваний в нейтральної Швейцарії журнал Der Kreis до 1951 року залишався єдиним німецькомовним виданням, що освітлювало життя гомосексуалів у Німеччині.
У січні 1933 року від запалення легенів помирає незмінний секретар Науково-гуманітарного комітету. Через деякий час сам Комітет, що з 1897 року вів боротьбу за відміну § 175, завершує свою роботу і розпускається. 6 травня 1933 року нацисти руйнують створений Хіршфельдом Інститут сексуальних наук у Берліні. В цьому ж році припиняють свою діяльність усі організації гомосексуалів в країні. Сам Хіршфельд залишає країну і помирає в 1935 році в Ніцці(Італія).
Указом від 26 червня 1935 року були прийняті зміни і доповнення до закону «Про попередження генетичних хвороб»(нім. Gesetz zur Verhütung erbkranken Nachwuchses), згідно з якими дозволялася кастрація «за власним бажанням» для гомосексуальних чоловіків, або вже засуджених по § 175, або які вже відбули терміни ув'язнення, якщо стосовно їх є небезпека рецидиву.

### Посилення кримінального переслідування гомосексуальних чоловіків
1 вересня 1935 року набув чинності жорсткіший, виправлений варіант § 175. Тепер окрім «протиприродного перелюбства між особами чоловічої статі або людини з твариною» він охоплював широкий спектр «непристойних домагань» і «непристойна» поведінка чоловіків. За новим німецьким законом ув'язненням стали карані не лише взаємний онанізм, але навіть і спроби загравання — дотики або погляди.
Між 1933 і 1944 роками за § 175 в Третьому рейху було засуджено від 50 до 100 тисяч чоловіків, з них близько чотирьох тисяч підлітків.
Для систематичного обліку і контролю гомосексуальних чоловіків 10 жовтня 1936 року секретним указом Гіммлера було засновано Центральне імперське бюро по боротьбі з гомосексуальністю і абортами під управлінням Гестапо. Об'єднання двох цих «злочинів» також свідчить про постановку людської сексуальності на державний контроль.
У 1937 році послідувало чергове посилення закону «Про небезпечних рецидивистів». Тепер будь-хто, хто відбув термін покарання, при здійсненні їм щонайменшого проступку або у разі наявності «злочинної схильності» і імовірності «повторного здійснення їм злочину» міг у будь-який момент з метою «виправлення» і «одужання» бути спрямований в концентраційний табір на невизначений термін. Таким чином, будь-хто раніше хоча б раз звинувачений і відбувший термін покарання гомосексуальний чоловік, міг у будь-який момент бути депортований в концтабір.

## Перші повоєнні роки в окупованій союзними військами Німеччині

Німеччина в 1945—1949 роках, розділена на чотири зони окупації, з територіями, що відійшли від неї за результатами Потсдамської конференції.

У травні 1945 року по закінченні війни більшість тюремно ув'язнених і усі ув'язнені концтаборів були звільнені військами союзників. Вже в 1945 році на руїнах Берліна були знову відкриті перші гей-бари, незважаючи на § 175, що офіційно продовжував діяти у його посиленій нацистській редакції.
У 1946 році Контрольна рада окупованої Німеччини запропонувала скасувати неправове нацистське законодавство і привести кримінальний кодекс до довоєнного кайзерівського часу або до варіанту Веймарської республіки. При цьому рішення про те, чи мають параграфи 175 і 175а нацистське ідеологічне забарвлення, було повністю передано урядам федеральних земель.
У радянській зоні окупації Німеччини ще до створення НДР суди вже ставили питання про правомірність подальшого використання параграфів 175 і 175a в нацистській редакції. Вже у 1945 році уряду Тюрингії і Саксонії-Анхальт відмовилися від § 175 в редакції 1935 року.
Дрезденський психіатр Рудольф Кліммер(нім. Rudolf Klimmer) в 1947 у своїх роботах відкрито висловлювався за відміну § 175 і пом'якшення § 175a. Його пропозиції були відхилені урядом, який вважав, що перед державою стоять куди важливіші проблеми, ніж вирішення такого дрібного питання. У 1948 році член саксонського Ландтагу Курт Гребель(нім. Curt Gröbel) відправив резолюцію усім ландтагам країни, усім партіям і муніципальним урядам із закликом виступити за відміну § 175.
У радянській зоні окупації в 1948 році колишні гомосексуальні в'язні безуспішно намагалися добитися офіційного визнання як жертв нацизму. Більше того, колишнім ув'язненим з «рожевим трикутником» відмовляють в членстві в «Союзі переслідуваних жертв нацизму» (нім. Vereinigung der Verfolgten des Naziregimes).

## Розвиток у Західній Німеччині

### Відродження гомосексуального руху у перше післявоєнне десятиліття у ФРН
Наслідки націонал-соціалістичної ідеології давали про себе знати упродовж ще тривалого часу після закінчення війни. Успадкований від нацистської Німеччини параграф 175 продовжував діяти в ФРН в його нацистській редакції до 1969 року без змін. Усі спроби оскарження закону в судовому порядку у всіляких інстанціях відхилялися, і суди не знаходили ознак націонал-соціалістичної ідеології і ідеології «расової гігієни» в нацистській редакції § 175.
Становище гомосексуалів в Західній Німеччині залишалося незрозумілим. З одного боку, нова Конституція гарантувала їм свободу зборів, об'єднань, преси і слова, з іншого боку, скористатися цими правами часто було небезпечно. Холодна війна також нанесла свій відбиток на ставлення до гомосексуальності у ФРН. Гомосексуалів нерідко називали «агентами Москви», а Східну Німеччину звинувачували в терпимості до гомосексуальних стосунків. Подібний політичний клімат не сприяв відродженню німецького руху за права сексуальних меншин. Незважаючи на це в 1950-ті роки в Бремені, Ганновері, Франкфурті-на-Майні і Західному Берліні виникають перші післявоєнні гомосексуальні організації. Першою такою організацією стала заснована в серпні 1949 року у Франкфурті «Асоціація за гуманне ставлення до життя» (нім. Verein für humanitäre Lebenshaltung), що здійснює соціальну, політичну і юридичну підтримку гомосексуалів. Разом з бременською «Міжнародною дружньою ложею»(нім. Internationale Freundschaftsloge), створеною у вересні 1951 року, ці дві організації в 1950-ті роки стають найбільш політично активними гомосексуальними організаціями Західної Німеччини.
Вже в 1949 році також була зроблена спроба відродження Науково-гуманітарного комітету, проте в реєстрації Комітету було відмовлено, оскільки головною його метою була боротьба за відміну § 175. Перша можливість в післявоєнний час говорити про гомосексуальність на науковому рівні з'явилася зі створенням 12 квітня 1950 року Німецької спілки сексуальних досліджень. У 1953 році ФРН приєднується до Європейської конвенції з прав людини, проте в 1956 році оголошується, що кримінальне переслідування гомосексуалів не суперечить Конвенції, оскільки служить захисту здоров'я і моралі.
У 1950-х роках у ФРН заново було започатковано близько 25 гомосексуальних журналів, хоча багато хто з них виходив лише нетривалий час; деякі журнали перейняли назви довоєнних років — Die Insel, Die Freundschaft і інші. В той же час багато публікацій піддавалися цензурі або заборонялися до поширення. Наприклад, в 1950-х роках видавець гей-журналу Freond був засуджений за «поширення розпусних матеріалів» на одну тисячу марок або два місяці ув'язнення через публікацію в одному з номерів журналу світлин чоловіків в купальних плавках. В той же час подібні світлини в ті роки вільно розміщувалися в журналі для бодібилдерів. У 1955 році був ухвалений закон про захист дітей і молоді, що забороняє суспільний продаж гомосексуальних часописів.
У 1957 році режисер Файт Харлан знімає перший післявоєнний фільм про гомосексуальність. Проте його стрічка "Не такий як ти і я", створена за сприяння сексолога Ханса Гізе, зазнає великої невдачі і бойкотується у тому числі і самими гомосексуалами.
У 1958 році Рудольф Кліммер(нім. Rudolf Klimmer) у Гамбурзі видає книгу «Гомосексуальність»(нім. Die Homosexualität), що отримала позитивні відгуки в гомосексуальному русі. У 1959 році Ханс Гізе видає книгу «Гомосексуальний чоловік у світі»(нім. Der homosexuelle Mann in der Welt), в якій він розділяє гомосексуальних чоловіків на «здатних до створення союзу»(нім. bindungsfähig) і нездібних до нього. Навколо цієї книги виникають гострі дискусії усередині гомосексуального руху.

### Період застою на рубежі 1950/60-х років
Конституційний суд ФРН у своєму рішенні від 10 травня 1957 року не знайшов ознак націонал-соціалістичної ідеології в нацистській версії § 175 і підтвердив, що цей параграф «не суперечить ідеям вільної демократичної держави». Також суд вказав, що застосування абз. 2 статті 3 Конституції ФРН(про рівноправ'я чоловіка і жінки) є неприйнятним по відношенню до гомосексуальності.
У цьому ж 1957 року в країні відбувається низка судових процесів за антигомосексуальними параграфами, розпочата з гучного процесу у Франкфурті-на-Майні. В результаті цього стає ризикованим бути поміченим в гомосексуальному русі і помітно падає активність гомосексуальних організацій.
1960-ті роки у ФРН ознаменувалися різким падінням активності гомосексуального руху на тлі судового переслідування чоловіків, що посилилося, за гомосексуальні контакти. У ці роки припиняють виходити практично усі гомосексуальні журнали. До 1968 року в країні не залишається не однієї міжрегіональної гомосексуальної організації і виходить лише два журнали для гомосексуалів — Der Weg і Amigo. В той же час тема гомосексуальності поступово виноситься в суспільство. Статті про гомосексуальність з'являються в пресі, у тому числі у таких великих журналах як Der Spiegel і Quick, на телебаченні і радіо з'являються передачі і дискусії, що зачіпають теми гомосексуальності. В 1962 році Курт Хіллер робить чергову спробу відтворення Науково-гуманітарного комітету в Гамбурзі.
У 1963 році розгортається гостра суспільна дискусія після того, як у Гамбурзі чоловікові, засудженому за «важку розпусту між чоловіками» проводиться добровільна кастрація для «звільнення від протиприродного статевого потягу» на основі прийнятого в 1935 році нацистами і що продовжує діяти закону «Про попередження генетичних хвороб».

### Лібералізація законодавства і гомофільний рух другої половини 1960-х
Ще в 1966 році СвДПГ виступила за повну відміну § 175, а в 1967 році декриміналізацію гомосексуальних контактів відкрито підтримав міністр юстиції Густав Хайнеман(СДПГ). Відповідні зміни до кримінального законодавства ФРН були прийняті в червні 1969 року під правлінням коаліції християнських демократів і соціал-демократів. При цьому добровільні сексуальні контакти між чоловіками, що досягли 21-річного віку, більше не криміналізували. Таким чином, вік згоди для гомосексуальних контактів між чоловіками був встановлений на відмітці в 21 рік, при цьому вік згоди для різностатевих сексуальних контактів становив 18 років.
Добровільні гомосексуальні контакти чоловіків з особами, що не досягли 21 року, примус до одностатевого контакту з використанням залежного положення і чоловіча гомосексуальна проституція, згідно нової редакції Кримінального кодексу, каралися, як і раніше, тюремним терміном до 5 років.
Вже в червні 1973 року уряд ФРН прийняв нову редакцію § 175, в якій вік сексуальної згоди для сексуальних контактів між чоловіками було знижено з 21 року до 18 років. Закон набув чинності в листопаді. Між тим вік згоди для гетеросексуальних контактів склав 16 років. Конституційний суд ФРН в тому ж році підтвердив конституційність різних вікових цензів для гомосексуальних і для гетеросексуальних контактів.
Відміна кримінальної відповідальності за добровільні сексуальні контакти між дорослими чоловіками у вересні 1969 фактично зробила можливою офіційну ЛГБТ-діяльність. В результаті у багатьох містах стали виникати нові «гомофільні» організації, що орієнтуються у своїй діяльності на організації 1950-х років. Серед організацій, що виникли, можна виділити «Міжнародну гомофільну організацію»(нім. Internationale Homophile Weltorganisation) і «Союз за інтересами гомофілів Німеччини»(нім. Interessengemeinschaft Homophiler Deutschlands).
Вже через місяць після лібералізації § 175, у жовтні 1969 року в Берліні вийшов у світ перший номер журналу «Du & Ich», орієнтований на читачів-геїв. Трохи пізніше почав видаватися і журнал «him».
Підсумком декриміналізації одностатевих стосунків стало і різке зростання гомосексуальної субкультури, що проявився у виникненні великої кількості барів, кафе, дискотек, клубів і саун для гомосексуалів.

### Зміна поколінь і новий етап відкритої боротьби в 1970-х
Початок 1970-х років ознаменувався зміною поколінь і зміною парадигми в гомосексуальному русі Західної Німеччини. Закриті таємні товариства консервативного або ліберального штибу поступово поступилися місцем молодіжним і студентським лівоорієнторованим організаціям. Якщо метою ранніх гомосексуальних організацій було припинення дискримінації гомосексуалів, то метою нового молодіжного руху стали соціальні зміни в суспільстві і ліквідація статеворолевої фіксації. Формування нового молодіжного руху супроводжувалося формуванням нової ідентичності — нові групи відмовлялися від використання слів «гомофіл» і стали активно використовувати те, що було у той час лайливим слово schwul для самоназви.
Ідеї гей-емансипації отримують розвиток на початку 1970-х років серед молоді великих міст, в першу чергу серед студентів і молодих фахівців з вищою освітою. В цей час виникають багато організацій гомосексуалів(наприклад, організація Homosexuelle Aktion Westberlin), які намагаються описати теоретичні концепції емансипації гомосексуалів. Більшість цих організацій у своїх політичних поглядах тяжіли до лівих рухів.
Спочатку нові гомосексуальні групи об'єднували в себе як геїв, так і лесбійок, проте дуже скоро, особливо з формуванням західнонімецького феміністичного руху, сталося розщеплювання гомосексуального руху за статевою ознакою і зародження лесбійського руху, близького за духом ідеям фемінізму. Таке розщеплювання проіснувало аж до 1990-х років.
У червні 1971 року в Західній Німеччині завдяки широкому освітленню в гомосексуальній пресі стало відомо про Стоунволлські бунти, що сталися в 1969 році в США. В 1973 році у ФРН відбулася лібералізація законодавства про порнографію, в результаті чого з'явилися еротичні і порнографічні гомосексуальні журнали.

#### «Не гомосексуал збочений, а ситуація, в якій він живе»

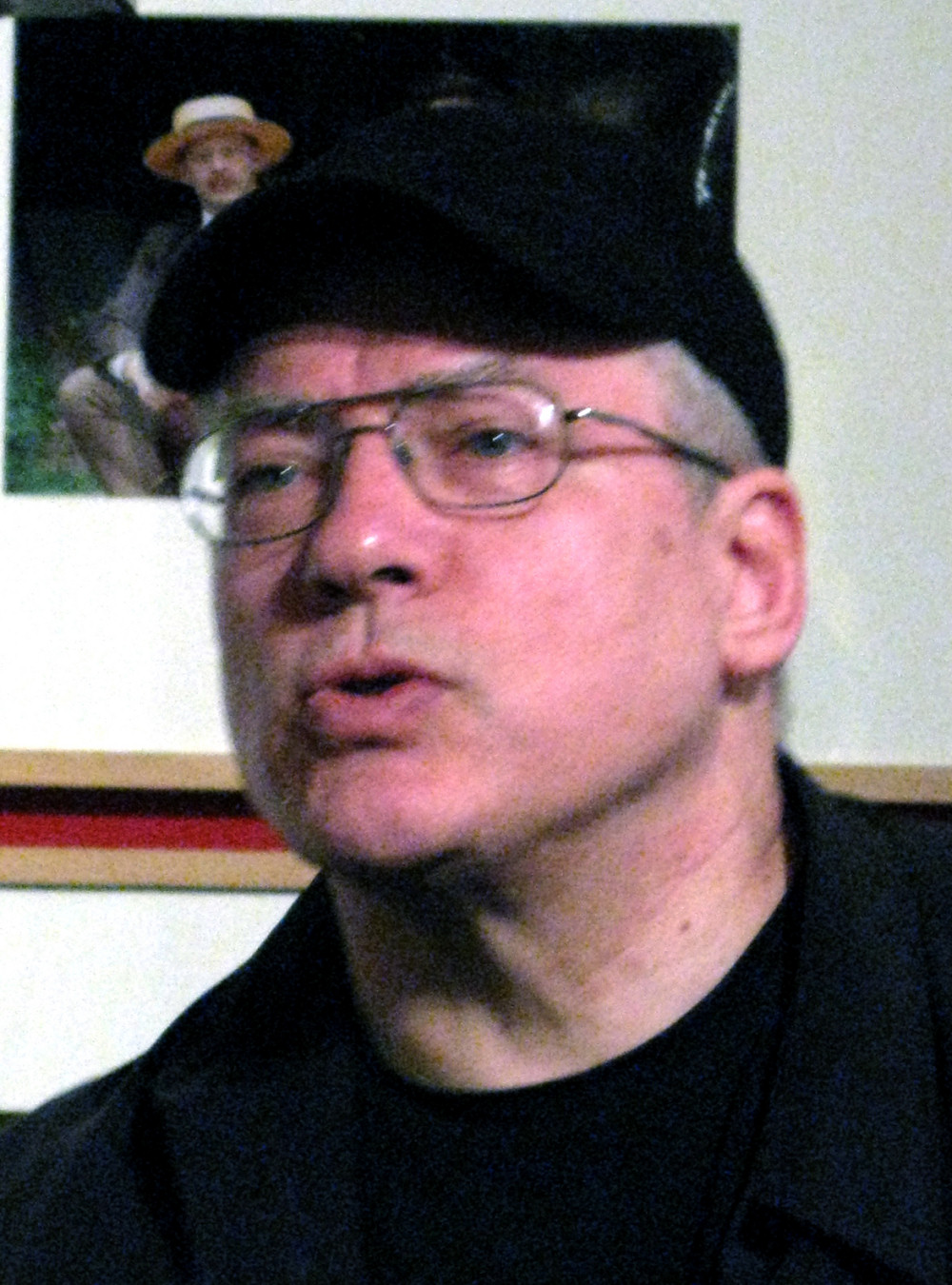
Роза фон Праунхайм.

4 липня 1971 року на XXI Берлінському кінофестивалі у рамках форуму молодих режисерів відбулася прем'єра фільму Рози фон Праунхайма «Не гомосексуал збочений, а ситуація, в якій він живе». Показ фільму в кінотеатрах викликав гарячі дискусії, в яких часто брали участь і самі автори фільму. В результаті таких дискусій було утворено декілька ініціативних груп в різних містах країни. Серед них — організації Homosexuelle Aktion Westberlin (HAW) в Берліні, Rote Zelle Schwul у Франкфурті, Homosexuelle Aktionsgruppe Saarbrücken в Саарі, «Фронт визволення геїв» в Кельні, Homosexuelle Aktionsgruppe в Мюнхені.
Показ фільму по західнонімецькому телебаченню 31 січня 1972 року на регіональному каналі WDR в Кельні викликав настільки великий скандал і резонанс в німецькому суспільстві, що запланована загальнонімецька трансляція на Першому центральному каналі ARD була скасована з метою захисту самих гомосексуалів. Після показу фільму по телебаченню телефони телекомпанії були перевантажені сотнями дзвінків, понад 95 % з яких були негативними.
Повторний показ фільму спровокував створення жіночого феміністського блоку HAW, метою якого була детабуїзація лесбійства і подолання ізоляції і самотності лесбійок в суспільстві.
Та все ж пізніше через рік 15 січня 1973 року фільм був показаний на Першому центральному каналі в пізньому вечірньому ефірі о 22:45 годині. При цьому Баварія перекрила показ цього фільму на своїй території.
Поштовх, який зробив фільм, вже неможливо було зупинити. Німецький кінокритик Дітріх Кульбродт(нім. Dietrich Kuhlbrodt) порівнює значення показу цього фільму по німецькому телебаченню з Стоунволлськими бунтами в США.

#### Перші демонстрації і мітинги гомосексуалів

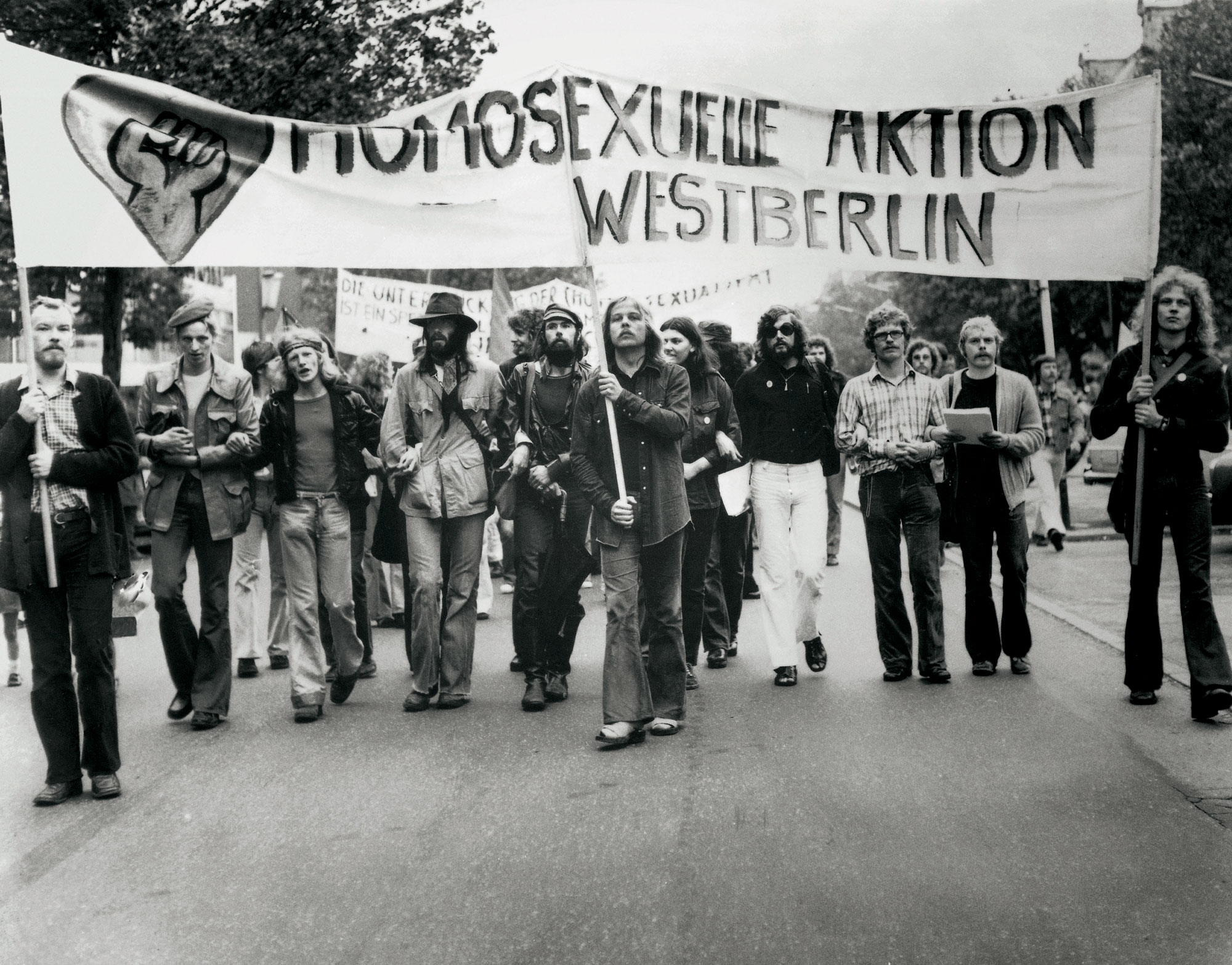
Демонстрація Homosexuelle Aktion Westberlin 9 червня 1973 року.

У травні 1972 року в Мюнстері відбулася перша загальнонімецька демонстрація гомосексуалів, на яку з'їхалися представники усіх гомосексуальних організацій країни. В цьому ж році в Західному Берліні під час першотравневого маршу близько двох сотень відкритих гомосексуалів організували власну колону, закликаючи інших гомосексуалів Західної Німеччини заявити про себе.
У травні 1972 року члени HAW організовують перші «Зустрічі на Трійцю», що став згодом щорічним. На цих зустрічах обговорювалася подальша стратегія розвитку гомосексуального руху у ФРН. У рамках зустрічей делегація із Західного Берліна відвідала також і Східний Берлін, де зустрілася зі східнонімецькими гомосексуалами для обміну досвідом.

#### Тунтенштрайт
У 1973 році під час чергових «Зустрічей на Трійцю» в Західному Берліні, щорічно організовуваних HAW, була проведена демонстрація, у якій взяли участь чоловіки, переодягнуті в жіночі сукні. Подібне шоу було негативно сприйняте багатьма групами гомосексуалів, що привело до серйозних конфліктів усередині ЛГБТ-руху. Ця криза серед істориків дістала назву «Тунтенштрайт»(нім. Tuntenstreit, від нім. Tunte — «жіночний, манірний гомосексуал із зухвалою поведінкою» і нім. Streit — «суперечка»). Підсумком конфлікту став розкол HAW на два крила: інклюзіоністів(що виступали за зміну суспільства шляхом інтеграції) і радикалів (що виступали за зміну суспільства шляхом подолання патріархату).
Інклюзіоністи, в основному представники марксистської ідеології, пояснювали причину суспільного негативізму по відношенню до гомосексуалів пережитками докапіталістичної системи, негідним сучасного суспільства. На їх думку, соціальна інтеграція гомосексуалів в суспільство була можлива у будь-який момент, тому найважливішим завданням на даний момент був розвиток усередині робітничого руху активної солідарності з сексуальними меншинами, а також зміцнення у гомосексуалів самосвідомості про їх становище як робочої сили, що експлуатується.
На відміну від них, радикальна фракція відмовлялася від політики меншин, яка означала б визнання гетеросексуальності пануючою більшістю. Така позиція, на їх думку, сприяє гетеронормативному розподілу статевих ролей в суспільстві, гетеросексизму і латентній гомосексуальності серед чоловіків. З цих позицій радикали вимагали розвитку автономного ЛГБТ-руху, який не йшов би на поводі у гетеросексуального суспільства, а відстоював би свої власні позиції.

#### Зростання числа ЛГБТ-організацій

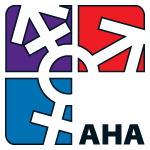
Логотип Allgemeine Homosexuelle Arbeitsgemeinschaft.

У 1974 році в Західному Берліні виникає організація AHA-Berlin. Всього до 1974 року у ФРН налічується близько 45 гомосексуальних організацій. До травня 1975 року виходить близько 35 локальних і надрегіональных видань для гомосексуалів. В 1975 році організація AHA-Berlin проводить першу акцію «Рожевий трикутник», нагадуючи про переслідування гомосексуалів нацистським режимом.
У 1974 році сексологи Мартін Даннекер і Раймут Райхе видають результати своїх емпіричних досліджень — праця «Гомосексуал звичайний»(нім. Der gewöhnliche Homosexuelle), в якому намагаються описати соціально-психологічну ситуацію гомосексуалів.
У 1975 році в Західному Берліні було засноване видавництво Verlag rosa Winkel, орієнтоване на видання публіцистики і белетристики гомосексуальної тематики. Пізніше виникають і інші подібні видавництва — Albino, Bruno Gmünder, Förster, MännerschwarmScript та інші. Мюнхенський «Союз за сексуальне рівноправ'я»(нім. Verein für sexuelle Gleichberechtigung) в 1975 році домагається покладання пам'ятних вінків гомосексуальним жертвам нацизму в концентраційному таборі Дахау.
З 1976 року в країні всюди починають з'являтися всілякі гей-проекти, гей-центри і гей-кафе. Всього до цього часу налічується близько 60 різних груп. В 1976 році в Дюссельдорфі уперше у ФРН в одній з вечірніх шкіл проводяться курси, що порушують питання гомосексуальності. В червні 1977 року створюється екуменістична група «Гомосексуали і церква» (нім. Homosexuelle und Kirche, HuK). Унаслідок політичних протиріч в 1977 році HAW припиняє активну політичну діяльність і зосереджують свою роботу лише на управлінні гей-центром SchwuZ в Західному Берліні. В квітні 1978 року в Гамбурзі виникає консультаційний центр для гомосексуалів Rosa Hilfe, пізніше подібні центри виникають і в інших містах.
У червні 1979 року у Бремені, Західному Берліні і Штутгарті відбулися перші в історії Німеччини прайд-паради. Заходи дістали назву Christopher Street Day (CSD) на честь Стоунволлських повстань на Крістофер-стріт в США. У цьому ж році у Франкфурті-на-Майні пройшли перші ЛГБТ-зустрічі Homolulu, політики, що є сумішшю, і розважального заходу.
У 1981 році психолог з Гамбургe Томас Гроссман(нім. Thomas Grossmann) опублікував свою книгу «Гей — і що»? (нім. Schwul - na und?) — перша збірка порад по камінг-ауту для геїв. У цьому ж році вийшла і подібна збірка для лесбійок — «Книга лесбійської сексуальності»(нім. Sapphistrie: Das Buch der lesbischen Sexualität) — переклад американського автора Патріка Каліфіа(англ. Patrick Califia). У 1989 році увагу громадськості привернула книга Беа Трампенау(нім. Bea Trampenau) «Немає місця для дівчинки-лесбійки».
До початку 1980-х років в декількох містах(зокрема, в Інгольштадті, Ульмі і Ахені) міською владою було відмовлено ЛГБТ-організаціям в розміщенні інфо-стендів унаслідок їх «загрози» для населення. У 1975 році Вищий адміністративний суд в Мюнстері ухвалив, що стаття 5 Конституції ФРН не поширюється на ЛГБТ-організації і залишив в силі заборону Ахенської міської адміністрації.

### Деполітизація ЛГБТ-руху і боротьба зі СНІДом в 1980-х
На початок 1980-х років у ФРН сталася чергова зміна поколінь ЛГБТ-активістів. Ідеологія нового покоління відійшла від політизації, властивого руху 1970-х років. В 1980-ті роки отримала розвиток тенденція до створення професійних ЛГБТ-груп усередині великих організацій, що намітилася ще з 1978 року. Так, окремі ЛГБТ-групи виникли в середовищі медиків, юристів і учителів, в профспілках працівників транспорту, вихователів, державних службовців. ЛГБТ-групи з'явилися і усередині політичних партій. Так, виникли група "Геї і лесбійки в Соціал-демократичній партії Німеччини(офіційно визнана лише в 1983 році); робоча група «Гомосексуальність» в Вільній демократичній партії(заснована в 1978 році, офіційно визнана в 1981 році); робоча ЛГБТ-група усередині Партії зелених і багато інших. До грудня 1980 року у ФРН налічувалося 148 ЛГБТ-груп, з них 18 — в Західному Берліні. До 1981 року в країні виходило 38 газет і журналів на ЛГБТ-тематику.
На розвиток західнонімецького ЛГБТ-руху в 1980-ті роки значно вплинула епідемія СНІДу, що вразила весь світ. Проблема ВІЛ/СНІДу стала центральною темою усього ЛГБТ-руху в ці роки, відтіснивши усі інші завдання на задній план. Крім того, в перші роки від хвороби, про яку тоді майже нічого не було відомо, померла значна кількість ЛГБТ-активістів. У 1983—1985 роки проблема СНІДу все частіше зачіпалася в громадських дискусіях, посилюючи забобони по відношенню до гомосексуалів. Відкрите обговорення СНІДу і його профілактики викликало небувале раніше широке обговорення гомосексуальної поведінки. Приватне телебачення, що з'являється з 1984 року, активно вело спекуляції на скандальних темах. На тлі підвищеного суспільного інтересу до гомосексуальності знову постало питання про дискримінацію гомосексуалів і насильства проти них. По всій країні почали створюватися «гарячі лінії» для гомосексуалів.
Серед політиків з'явилися дві точки зору на проблему ВІЛ/СНІДу. З одного боку, баварський міністр внутрішніх справ Петер Гаувайлер пропонував боротися з «гомосексуальною субкультурою» і ізолювати хворих СНІДом в спеціальних таборах. З іншого, міністр охорони здоров'я Ріта Зюсмут наполягала на поліпшенні освітніх проектів і профілактиці. Згодом друга точка зору отримала державну підтримку і фінансування. В країні стали виникати консультаційні центри з проблем ВІЛ/СНІДу, які були організовані, передусім, гомосексуальними чоловіками. З 1986 року локальні центри об'єднуються під дахом федеральної організації Deutsche AIDS-Hilfe. В результаті успішної державної політики вже до кінця 1980-х років тема ВІЛ/СНІДу перестає обговорюватися широкою громадськістю і зникає з порядку денного ЛГБТ-організацій.

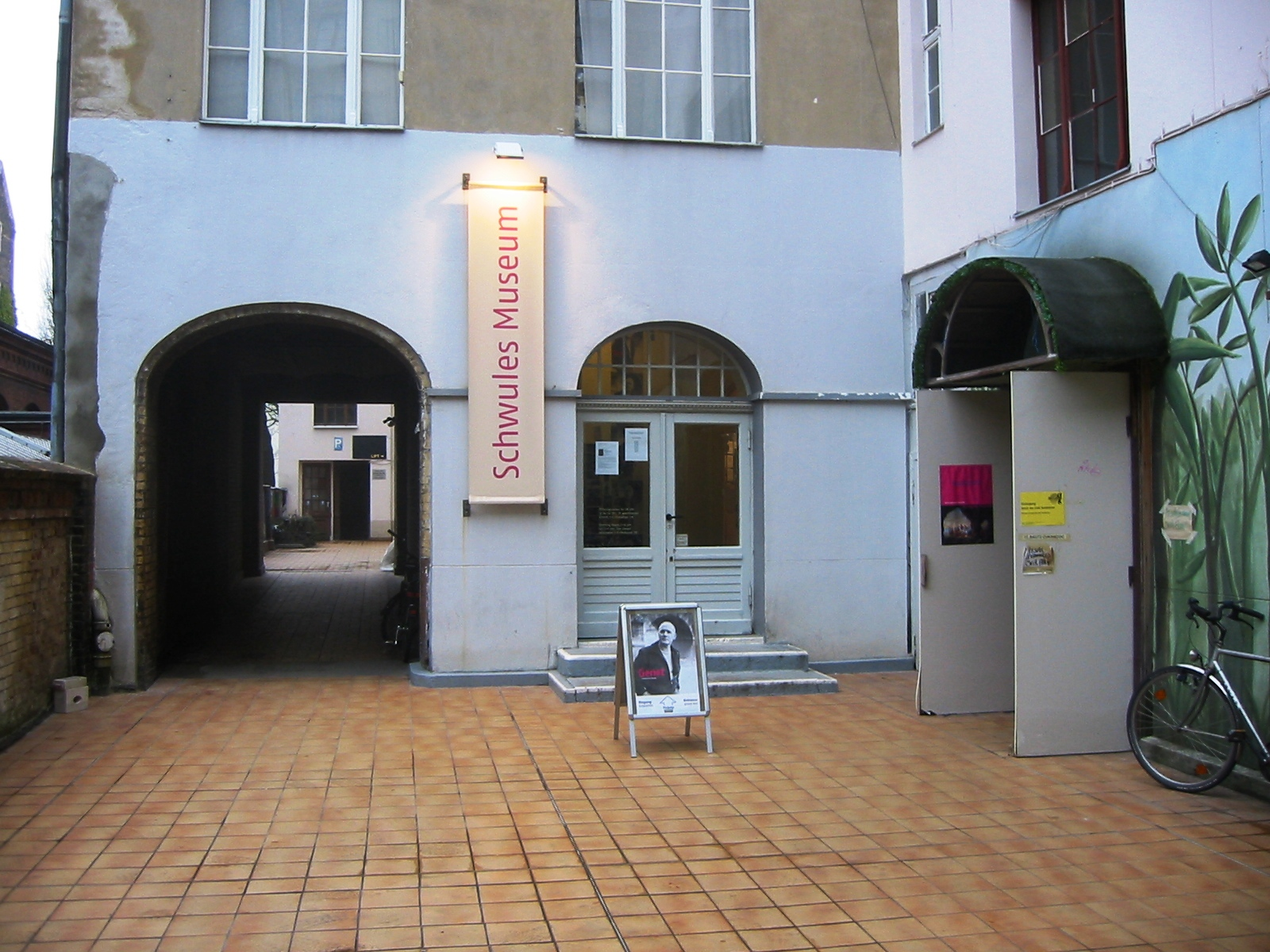
Музей гомосексуальності на проспекті Мерінгдамм в Берліні.

Правляча партія СвДПГ за підтримки СДПГ в 1982 році знову підняла питання про цілковиту відміну § 175, проте після того, як соціал-демократи були витіснені з коаліції партією ХДС, це питання знову зникло з порядку денного. В 1983 році розгорівся скандал, пов'язаний із звільненням міністром оборони Вернером(нім. Wörner) генерала Кіслінга(нім. Kießling) у зв'язку з обнародуванням його гомосексуальності.
З 1984 року західнонімецький ЛГБТ-рух багато в чому орієнтується на США і Нідерланди, за прикладом яких в країні виникли численні ЛГБТ-групи дозвілля: спортивні клуби, гей-хори, туристичні групи і т. п. В 1984 році в Західному Берліні групою геїв і лесбійок була організована виставка про життя німецьких гомосексуалів, що згодом переросла у Берлінський Музей гомосексуальності. В 1986 році як материнська організація для локальних ЛГБТ-груп створюється «Федеральний гомосексуальний союз»(нім. Bundesverband Homosexualität, BVH). В країні продовжують розвиватися локальні ЛГБТ-проекти, число яких до 1986 року збільшується вже до 416.
Незважаючи на успіхи, яких домоглися ЛГБТ-активісти в ці роки, особливо в царині профілактики ВІЛ, німецький ЛГБТ-рух впав наприкінці 1980-х років в стан застою, якого в ці роки зазнала більшість соціальних рухів країни. Багато ЛГБТ-активістів відійшли від активної діяльності, розчарувавшись в ній. Причин для цього може бути декілька:
- Політична активність серед геїв поступово стала вважатися «несексуальною», в гей-слензі того часу навіть з'явився образливий термін «політсестра»(нім. Politschwester) для позначення геїв-активістів.
- Унаслідок поступово зростаючого визнання гомосексуальності суспільством багато ЛГБТ-активістів бачили завдання ЛГБТ-руху завершеними.
- Багато колишніх ідейних часописів ЛГБТ-руху поступово ставали комерційними проектами і перетворювалися на глянсовані журнали, відмежовуючись від ЛГБТ-руху.
- ЛГБТ-рух став «професійнішим» і через багаторівневу систему ЛГБТ-організацій практично унеможливило участь пересічних людей.

### Питання про реабілітацію гомосексуальних жертв нацизму

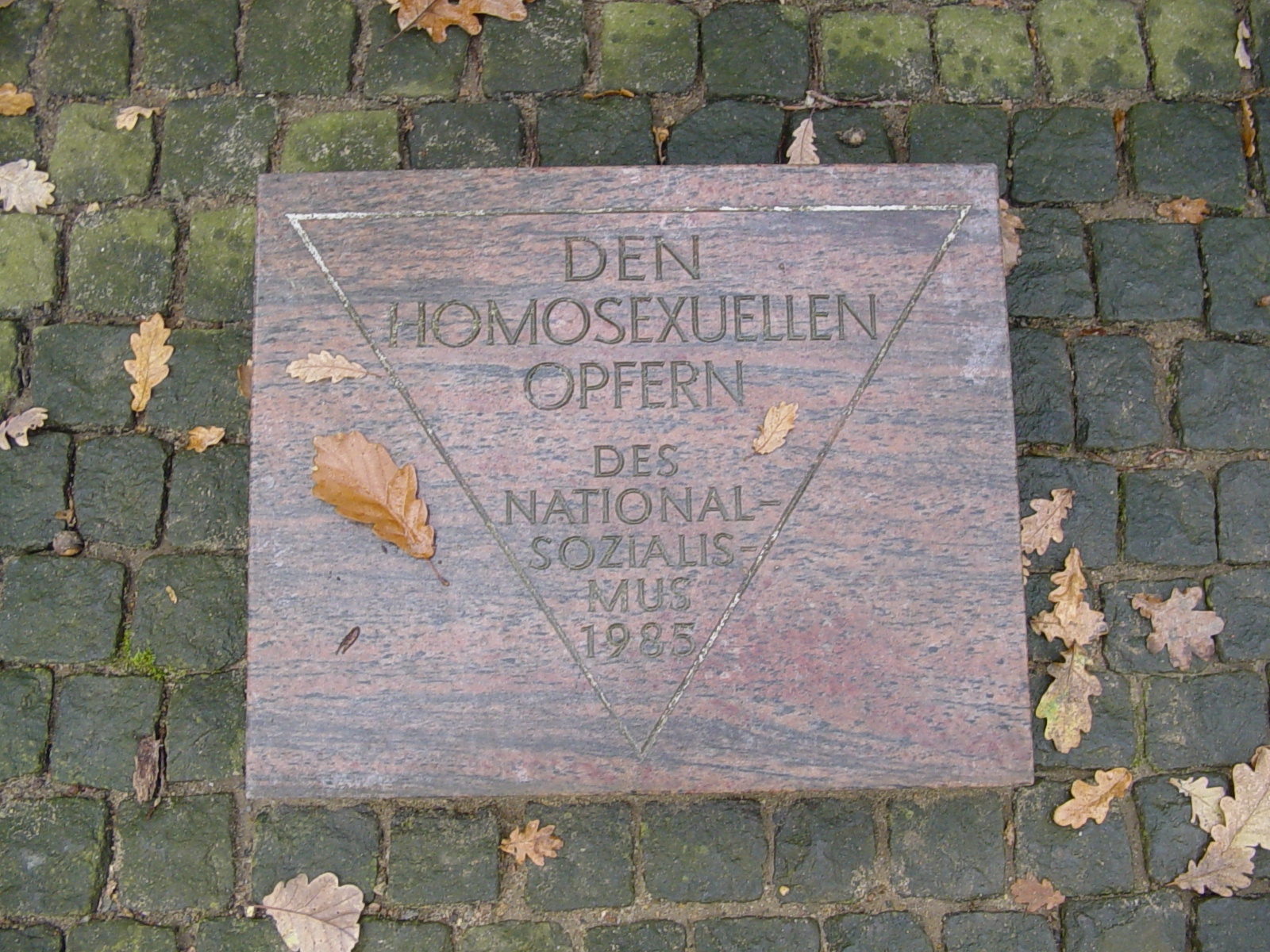
Пам'ятна дошка гомосексуальним ув'язненим концентраційного табору Нойенгамме, встановлена в 1985 році.

Уряд ФРН довгий час не визнавав гомосексуальних чоловіків жертвами репресій Третього рейху. Так, виданий в жовтні 1957 року і такий, що набув чинності в січні 1958 року закон про відшкодування збитків особам, засудженим за часів націонал-соціалізму(нім. Bundesentschädigungsgesetz), не розглядав засуджених за § 175 і § 175a як жертв нацизму. Перше офіційне визнання урядом ФРН гомосексуалів жертвами репресій сталося в травні 1985 року, коли на території колишнього концентраційного табору Нойенгамме був відкритий меморіал гомосексуальним ув'язненим табору. Тоді президент ФРН Ріхард фон Вайцзеккер став першим в історії країни офіційною урядовою особою, що визнала гомосексуалів жертвами нацизму у своєму відкритому зверненні.

## Розвиток у Східній Німеччині

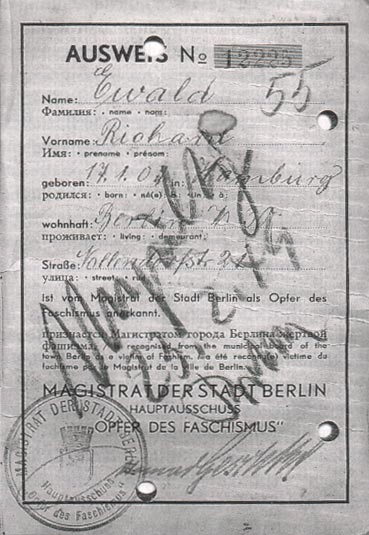
Свідоцтво жертви фашизму, визнане магістратом Східного Берліна в 1949 році недійсним унаслідок засудження за § 175.

### Невидиме існування незважаючи на лібералізацію законодавства
Гомосексуальність в соціалістичній НДР вважалася «пережитком капіталізму». З метою боротьби з «популяризацією гомосексуальністю» уряд намагався не допускати існування клубів, барів, журналів і газет для гомосексуалів. Таким чином, гомосексуальний рух в НДР тривалий час залишався невидимим. Існуючі в таких великих містах як Східний Берлін, Дрезден, Лейпціг і Магдебург гей-бари постійно знаходилися під загрозою закриття, видання і продаж гомосексуальних часописыв були заборонені, а в створенні гомосексуальних організацій відмовлялося.
У березні 1950 року Верховний суд НДР ухвалив рішення, згідно з яким за параграфом 175 переслідувалися лише гомосексуальні контакти з проникненням. Фактично це означало повернення до практики, що мала місце в Веймарській республіці. При цьому § 175a(спокушання з використанням загроз або залежного положення, спокушання осіб молодших за 21 рік і проституція) залишилися без зміни в нацистській версії. Наслідком такої політики стало те, що з моменту утворення НДР значно скоротилося число чоловіків, засуджених за «гомосексуальними параграфами».
Із зведенням Берлінської стіни(1961) і закриттям кордонів посилюється ізоляція східнонімецьких гомосексуалів — вони втрачають доступ до західнонімецьких барів і клубів, журналів і газет для гомосексуалів. За відсутністю своїх дозволених організацій, барів і клубів східнонімецькі гомосексуали вимушені влаштовувати свої зібрання у приватних квартирах і в громадських місцях. У великих містах все ж нелегально виникають кафе і бари для гомосексуалів, які закриваються урядом, а потім виникають у іншому місці і існують до наступного виявлення і закриття.
У 1963 році в НДР видається перша наукова монографія, присвячена гомосексуальності, — «Гомосексуальність у чоловіка»(нім. Die Homosexualität beim Mann) празького сексолога Курта Фройнда. У своїй монографії Фройнд намагається спростувати ідеї Магнуса Хіршфельда про вроджену гомосексуальність, пропонує лікувати гомосексуальність у чоловіків психотерапевтичними методами і виступає проти криміналізації гомосексуальних контактів. Книга отримує позитивні відгуки східнонімецького наукового співтовариства.
Запропонований в 1968 році міністром юстиції НДР Хільдою Беньямін проект нового Кримінального кодексу НДР викликав великі дискусії в уряді. Серед іншого проект передбачав беззастережну відміну покарання за добровільні гомосексуальні контакти. При усьому цьому урядо́ві дискусії відносно антигомосексуального законодавства не потрапляють в пресу. Затверджений Народною палатою новий кримінальний кодекс НДР, в якому одностатеві сексуальні контакти між чоловіками старше 18 років більше не криміналізують, вступає в дію 1 липня 1968 року. Таким чином, § 151 нового Кримінального кодексу НДР встановлював вік сексуальної згоди для одностатевих контактів(причому як між двома чоловіками, так і між двома жінками) на відмітці у 18 років, тоді як вік згоди для різностатевих контактів становив 16 років.
Проте незважаючи на декриміналізацію гомосексуальних стосунків між дорослими уряд продовжує здійснювати повну заборону на створення і діяльність гомосексуальних організацій, газет і журналів. Незважаючи на відміну антигомосексуального законодавства в НДР аж до 1970-х років гомосексуали країни не виходили на політичну арену, а гомосексуальність залишалася табуїзованою в суспільстві.
У наукових кругах в НДР також продовжував панувати патологізуючий погляд на гомосексуальність. Східноберлінський ендокринолог Гюнтер Дернер в 1969 році висунув гіпотезу про гормональні причини розвитку гомосексуальності у плоду під час вагітності.

### Розвиток субкультури і ЛГБТ-руху

#### Пожвавлення під впливом західнонімецьких активістів
У травні 1972 року члени західнлберлінської організації Homosexuelle Aktion Westberlin у рамках щорічних «Зустрічей, що проводяться ними, на Трійцю» відвідали Східний Берлін, де зустрілися зі східнонімецькими гомосексуалами для обміну досвідом. У січні 1973 року під впливом фільму Рози фон Праунхайма "Не гомосексуал збочений, а ситуація, в якій він живе(ФРН, 1971) в Східному Берліні створюється група «Берлінська гомосексуальна спільнота за інтересами»(нім. Homosexuelle Interessengemeinschaft Berlin), яка була єдиною гомосексуальною групою в НДР в 1970-х роках.
У 1973 році у Берліні відбувся Всесвітній фестиваль молоді і студентів. В цей час члени «Берлінської гомосексуальної спільноти за інтересамих» провели свою першу публічну акцію, під час якої вони роздавали листівки. Також східнонімецькі активісти зробили спробу організувати дискусії з британськими гостями, проте Міністерство державної безпеки НДР і організатори фестивалю зірвали призначені заходи.
У травні 1975 року «Берлінська гомосексуальна спільнота за інтересами» за прикладом колег з ФРН організувала свої «Зустрічі на Трійцю», на які були запрошені гей-активісти з інших міст НДР з метою створення гомосексуальних груп в регіонах. У 1976 році спільнота неодноразово робила спроби державної реєстрації контактного центру для гомосексуалів, проте усі заяви відхилялися урядом з різних причин. У вересні 1979 року спільнота припиняє свою діяльність унаслідок численних негараздів.

#### Виникнення гомосексуальних груп під дахом церкви
З кінця 1970-х років під дахом Євангельської церкви в різних місцях виникають світські групи, що проявляють опозиційні настрої по відношенню до державної політики. В 1981 році Євангельська академія провела громадський форум по темі гомосексуальності, в якому беруть участь діячі церкви, учені і гомосексуали. Форум став першим громадським заходом в НДР з цієї теми. В 1982 році також під дахом євангельської студентської групи в Лейпцизі створюється група «Робоче коло по гомосексуальності»(нім. Arbeitskreis Homosexualität), яка стає прикладом для інших ЛГБТ-груп, створених під дахом Євангельської церкви. З 1983 року лейпцизька група презентує себе на щорічних "Днях церкви". Проте, не усі земельні церкви підтримують подібні ініціативи; наприклад, Євангельська Церква Тюрінгії займає непохитну протидіючу позицію. Крім того, ЛГБТ-групи піддаються постійному контролю з боку міністерства держбезпеки. З 1983 року члени створених ЛГБТ-груп стали покладати біля стін Бухенвальду вінки на згадку про гомосексуальних жертв нацизму, що викликало протести з боку уряду. В 1984—1989 роках подібні ЛГБТ-групи під дахом церкви стали виникати в Галле, Магдебурзі, Карл-Маркс-Штадті, Ростоці, Веймарі, Ерфурті, Східному Берліні, Ашерслебені, Хальберштадті і інших містах НДР. До 1989 року налічувалося 17 подібних груп. Варто відмітити, що на відміну від західнонімецького ЛГБТ-руху східнонімецькі геї і лесбійки працювали спільно, лише східноберлінські феміністки-лесбійки створили свою окрему групу. З 1984 року «церковні» ЛГБТ-групи проводять координаційні зустрічі.
«Берлінська гомосексуальна спільнота за інтересами» відмежувалася від «церковних геїв». У Дрездені, Веймарі, Магдебурзі і Лейпцизі були також організовані ЛГБТ-групи, що не мають відношення до церкви. У другій половині 1980-х років між двома таборами(«церковними геями» і «партійними геями») виникає напруга, пов'язана у відмінності цілей і стратегій.

#### Повна відміна «гомосексуального параграфа»
У грудні 1988 року § 151 КК НДР був повністю скасований, і було віддано наказ відносно гомосексуальних контактів використовувати ті ж правові норми, що і для гетеросексуальних. Вік згоди для гомосексуальних і для гетеросексуальних контактів був зрівняний і склав 14 років. Сексуальні контакти з підлітками 14-16 років(одно- і різностатеві) залишалися злочинними лише у випадках використання відсутності «статевої зрілості» підлітка, відповідно до § 149 КК НДР. Таким чином, одностатеві контакти більше не згадувалися в Кримінальному кодексі країни.
Незважаючи на лібералізацію законодавства, держава, як і в сусідній ФРН, так і не визнавала засуджених в Третьому рейху за § 175 жертвами репресій. Крім того, гомосексуальне спільнота, як і раніше, обмежувалося в свободі зібрань і свободі висловлювання думки. У зв'язку з цим аж до початку 1990-х років в НДР практично не існувало ЛГБТ-організацій або профільних друкованих видань.

#### Суспільні дискусії про гомосексуальність
У 1985 році східнонімецькими сексологами була організована конференція «Психосоціальні аспекти гомосексуальності», що проходила в Лейпцизі. Подальші конференції проводилися також і в 1988 і 1990 роках. З 1985 року про гомосексуальність починає відкрито говорити друкована преса, радіо і телебачення. В цьому ж 1985 році ученими зі східноберлінського Університету імені Гумбольдтів була створена робоча група, покликана розробити рекомендації по спілкуванню з гомосексуалами. На відміну від ФРН в НДР проблема СНІДу замовчується, уперше тема піднімається в 1987 році на координаційній зустрічі «церковних» ЛГБТ-груп.
У липні 1987 року у видавництві «Народ і охорона здоров'я»(нім. Verlag Volk und Gesundheit) виходить книга східноберлінського психолога Райнера Вернера(нім. Rainer Werner) «Гомосексуальність — виклик науці і толерантності»(нім. Homosexualität - Herausforderung an Wissen und Toleranz), перше видання якої склало 50 тисяч примірників і було розпродане за три тижні. У своєму інтерв'ю цюрихській газеті Tages-Anzeiger Вернер відмітив, що проміскуїтет серед гомосексуалів є «наслідком більш ніж тисячолітньої гри в хованки» і вимагав рівних прав гомосексуальних і гетеросексуальних пар при здачі їм в найм житла. Вернер закликав відмовитися від західного шляху геттоїзації гомосексуалів і піти щляхом інтеграції гомосексуалів в суспільство.

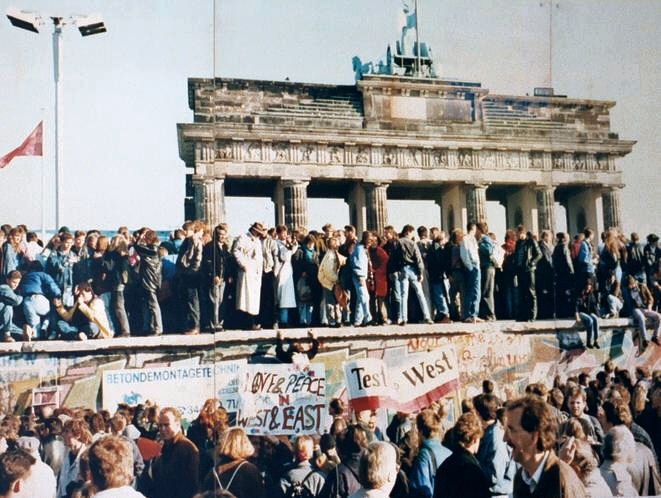
Падіння Берлінської стіни, 1989

Уперше в історії східнонімецького телебачення тему гомосексуальності порушили восени 1987 року в тележурналі про здоров'я Visite. Основною ідеєю програми було висловлювання про те, що гомосексуальні чоловіки і жінки нічим не відрізняються від гетеросексуальних окрім їх потягу до своєї статі. Телепередача також ставила питання про розвиток гомосексуальності і закликала батьків підтримати свого сина-гея або дочку-лесбійку у випадку їх камінг-аута. В день падіння Берлінської стіни 9 листопада 1989 року відбулася прем'єра першого східнонімецького фільму гомосексуальної тематики «Камінг-аут».
В останній рік існування НДР у лютому 1990 року в країні був створений «Союз геїв НДР»(нім. Schwulenverband in der DDR), який пізніше після об'єднання Німеччини буде перейменований в "Союз геїв Німеччини(нім. Schwulenverband in Deutschland). В цьому ж році організовується група Aids — Hilfe DDR, що займається питаннями профілактики ВІЛ/СНІДу, а також починає виходити перший легальний журнал для ЛГБТ — Courage, який пізніше отримує нову назву «Інший світ»(нім. Die andere Welt). В результаті входження НДР до складу ФРН підвищується загальна політична активність населення, внаслідок чого на території Східної Німеччини в 1990 році виникає понад 40 різних ЛГБТ-організацій, у тому числі і за межами великих міст.

## Сучасний етап ЛГБТ-активізму в об'єднаній Німеччині

### Остаточна відміна §175
З вступом НДР до складу ФРН в листопаді 1990 року на території «нових земель» набуває чинності Кримінальний кодекс ФРН, а разом з ним і § 175.
З 1991 року нові землі стали розробляти свої земельні конституції. Деякі з них, наприклад, Берлін(стаття 10), Бранденбург(стаття 12), Тюрингія(стаття 2) включили поняття «сексуальна ідентичність» в число характеристик особистості, що не допускають дискримінації.
Ще в 1980 році Вільна демократична партія пропонувала повну відміну § 175, зустрівши відсіч з боку блоку християнських демократів. Повну відміну закону підтримували також Партія зелених і Німецька комуністична партія. На той час § 175 передбачав лише покарання за одностатеві сексуальні контакти з особами, що не досягли 18 років.
У травні 1994 року Бундестаг під правлінням коаліції християнських і вільних демократів за підтримки Соціал-демократичної партії, Партії демократичного соціалізму і Партії зелених остаточно відміняє § 175 на території об'єднаної Німеччини. Відповідний закон набув чинності 11 червня 1994 року. При цьому також був зрівняний вік сексуальної згоди для гомо- і гетеросексуальних стосунків на відмітці 14 або 16 років. (Підвищена планка в 16 років застосовується у тому випадку, якщо повнолітній партнер виконує для неповнолітнього виховну, освітню або опікаючу функцію).

### Об'єднання східного і західного ЛГБТ-рухів
Після об'єднання НДР і ФРН відбувається поступове злиття двох незалежних ЛГБТ-рухів — східного і західного. Практично тільки що створений «Союз геїв НДР» перейменовується в "Союз геїв Німеччини(SVD) і набирає силу, переманюючи безліч членів західнонімецького «Федерального гомосексуального союзу»(BVH). В цей же час починається об'єднання лесбійських і геївських субкультур і формується єдина ЛГБТ-спільнота, для позначення якої в німецькій мові починає використовуватися англійське слово Community.
З кінця 1980-х років серед ЛГБТ-активістів піднімається питання про дискримінацію гомосексуалів у зв'язку з недоступністю для них інституту шлюбу. Варто відмінити, що в 1970—1980-ті роки в ЛГБТ-спільноті були і протилежні настрої, що називають шлюб «патріархальним інструментом влади». В 1992 році гей-активісти з «Союзу геїв Німеччини» уперше заговорили про можливість «гей-шлюбів» на зразок данських. В серпні 1992 року активісти «Союзу геїв Німеччини» провели акцію Aktion Standesamt, під час якої понад 250 одностатевих пар попрямували в Загси для подання заяви на укладення шлюбу.
Позиція з питання одностатевих союзів багато в чому пояснювала існування двох великих ЛГБТ-організацій. Так, представники BVH пропонували концепцію «нотаріально завірених партнерств», які не обмежувалися кількістю і статтю партнерів. На відміну від них, члени SVD дотримувалися концепції парних одностатевих шлюбів. Представники BVH звинувачували SVD в зраді принципів емансипації ЛГБТ-руху і у бажанні копіювання гетеросексуальних браків. Члени SVD, навпаки, вважали, що в завдання гомосексуалів, як соціальної меншості, не входить зміна громадських засад. Їх метою була політика рівноправ'я і усунення дискримінації геїв і лесбійок. Впродовж 1990-х років позиція BVH поступово втрачає популярність. Внаслідок цього в 1997 році організація BVH розпускається і SVD залишається єдиною надрегіональною ЛГБТ-організацією Німеччини.
У 1991 році через відсутність фінансування припиняє свою діяльність організація Aids — Hilfe DDR, тому Aids — Hilfe Deutschland організовує філію для східних земель. В першій половині 1990-х років створюється декілька благодійних фондів для підтримки людей, що живуть з ВІЛ, наприклад фонд Positiv leben і інші. Проте центральною темою німецького ЛГБТ-руху першої половини 1990-х років стає насильство відносно ЛГБТ. Крім того, в суспільстві знову порушується питання переслідування гомосексуалів за часів Третього рейху. На цю тему публікуються наукові роботи, видаються біографії гомосексуальних жертв нацизму.

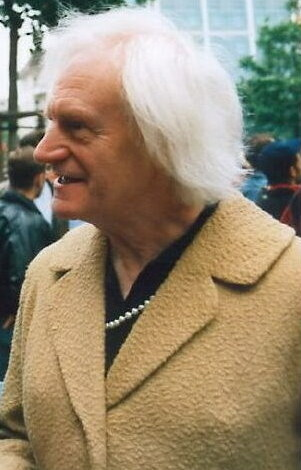
Лотар Берфельде в 1994 році на Берлінському CSD.

У 1992 році орден "За заслуги перед Федеративною Республікою Німеччина" отримує трансгендер Лотар Берфельде на терені боротьби за права ЛГБТ. У 1994 році такого ж ордену удостоюється гомосексуал Манфред Брунс, а в 1996 — Едуард Штапель.

### Виникнення вузькопрофільних організацій
У 1990-ті роки з'являється також значна кількість вузькоспеціалізованих ЛГБТ-організацій. Утворюються різні групи, які характеризуються своєю вузькою спрямованістю за інтересами: спортивні групи, молодіжні групи, групи для допомоги мігрантам і інші.
У 1990 році була утворена молодіжна ЛГБТ-організація Jugendnetzwerk Lambda, діяльність якої направлено на роботу з гомосексуальними підлітками. З 1991 року в Гамбурзі діє організація Völklinger Kreis — профспілка гомосексуальних підприємців і промисловців проти гомофобії і дискримінації ЛГБТ. У 1999 році у Берліні організована аналогічна лесбійська організація Wirtschaftsweiber.
У 1992 році утворюється перша велика організація бісексуального руху BiNe — Bisexuelles Netzwerk. Метою організації є проведення просвітницької роботи з питань бісексуальності, підтримка груп взаємодопомоги, співпраця з міжнародними бісексуальними організаціями. У 1990-ті роки в декількох містах Німеччини(Хайдельберг, Берлін, Гамбург, Кельн) виникли також філії міжнародної організації «Сестри нескінченної поблажливості».
У 1994 році виникла Асоціація гомосексуальних співробітників поліції — об'єднання геїв і лесбійок в поліції Німеччини. У квітні 1997 року у Берліні була організована Спілка гомосексуальних журналістів(нім. Bund Lesbischer und Schwuler JournalistInnen), яка окрім правозахисної діяльності щорічно також вручає премії журналістам за видатну роботу в освітленні ЛГБТ-подій. У 1998 році відтворюється Науково-гуманітарний комітет, який не вважає себе ЛГБТ-організацією, але лівонаправленою сексуальноемансипованою спільнотою.

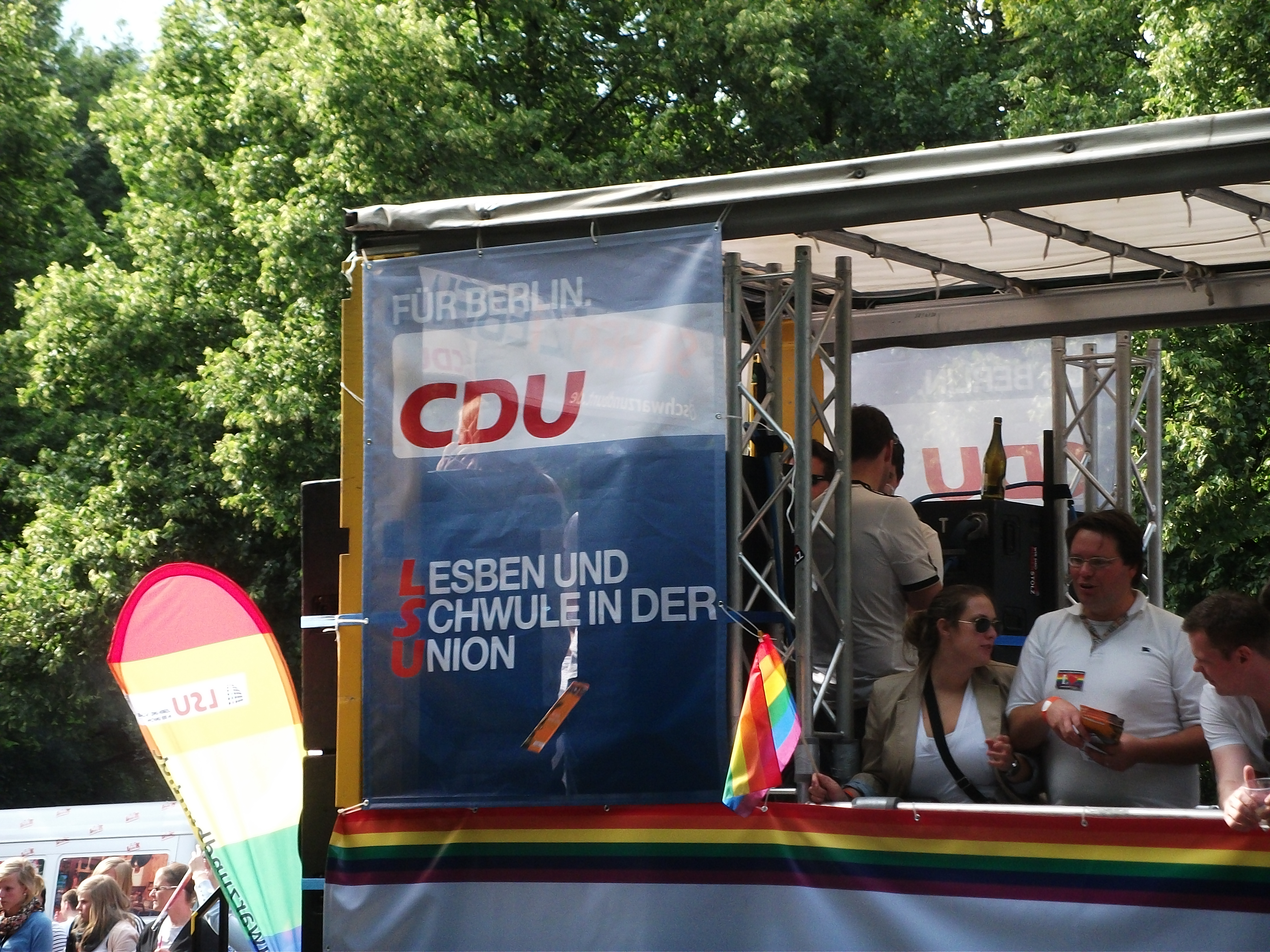
Група «Геї і лесбійки в Союзі» на гей-прайді у Берліні в 2011 році.

У 1997 році усередині Християнсько-демократичного союзу утворюється робоча група «Християнські демократи-геї», яка вже в 1998 році перетворюється в організацію «Геї і лесбійки в Союзі».
У 1999 році «Союз геїв Німеччини» відкриває свої двері для лесбійок і перейменовується в «Союз геїв і лесбійок Німеччини». Це робиться для того, щоб дати можливість німецьким лесбійкам альтернативу до найбільшої лесбійської організації Lesbenring, яка з феміністичних позицій не приймала одностатеві шлюби.
Початок 1990-х років ознаменувався різким збільшенням розмаху проведення гей-прайдsв в Німеччині. Наприклад, у Берліні число учасників CSD сьогодні доходить до 500 тисяч щорічно. Прайди проводяться практично в усіх великих містах країни.

### Легалізація одностатевих союзів
З 1 серпня 2001 року в Німеччині вводиться інститут одностатевих цивільних партнерств, які мають значно менше прав, ніж браки. У LSVD введення партнерств хоча і визнали важливим кроком, проте назвали новий закон «першим особливим законом для гомосексуалів з часів відміни 175 параграфа». У подальші роки LSVD брав активну участь в розширенні прав цивільних партнерів і у зближенні таких партнерств із звичайними браками в правовому статусі. У 2004 році був ухвалений закон про переробку закону про цивільні партнерства. Проте і сьогодні партнерства ще не повністю відповідають шлюбам в правовому сенсі.

### Реабілітація жертв нацизму

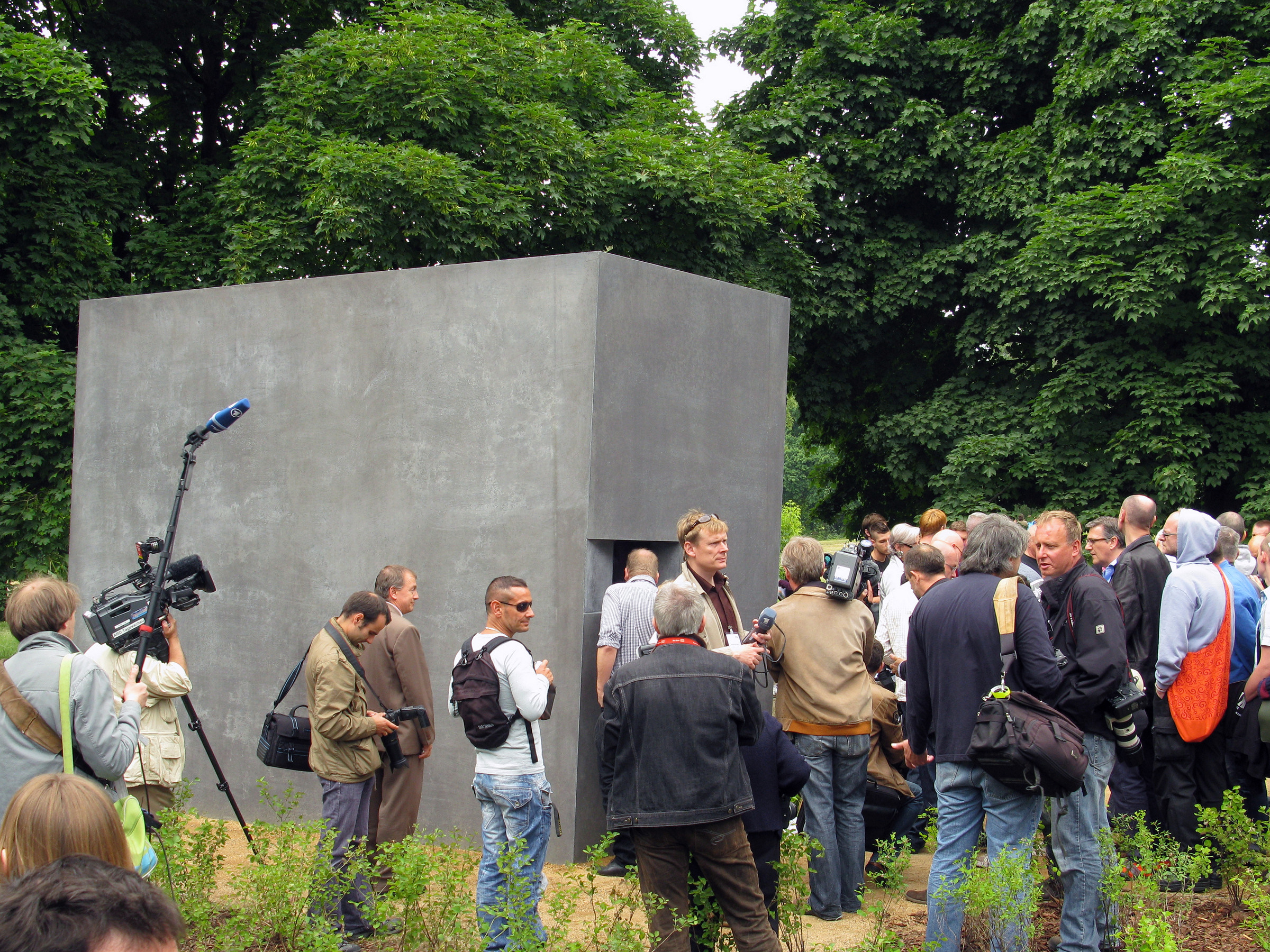
Відкриття меморіалу гомосексуалам — жертвам нацизму у Берліні.

У 1994 році в Франкфурте-на-Майне був відкритий меморіал Франкфуртський ангел, присвячений гомосексуальним жертвам нацизму. Лише в 1998 році німецький Бундестаг визнав такими, що суперечать правам людини і відмінив вироки, винесені нацистським режимом гомосексуальним чоловікам за § 175. В січні 1999 року на території колишнього концентраційного табору Заксенхаузен пройшла пам'ятна церемонія на честь гомосексуальних в'язнів концтаборів, яка стала першою акцією на честь гомосексуальних жертв нацизму на території концентраційного табору.
Аж до 2002 року німецький уряд(за підтримки ХДС/ХСС і СвДП) відмовляв в цьому. Завдяки ініціативі LSVD в 2008 році у Берліні був відкритий меморіал гомосексуалам — жертвам нацизму. Варто відмітити, що до цього моменту в Німеччині вже існувало декілька пам'ятників, присвячених гомосексуальним жертвам нацизму, — відкритий в 1994 році Франкфуртський ангел у Франкфурті-на-Майні і відкритий в 1995 році Меморіал геїв і лесбійок — жертв нацизму в Кельні. Крім того, у багатьох місцях в Німеччині встановлені меморіальні дошки.

## Стисла хронологія найважливіших подій
- 1869: Перше використання термінів «гомосексуальний» і «гетеросексуальний».
- 1871: Поширення кримінального переслідування сексуальних контактів між чоловіками на усю Германську імперію.
- 1891: Альберт Молль опубліковує першу монографію німецькою мовою, цілком присвячену гомосексуальності.
- 1896: Вихід першого номера журналу «Der Eigene» — першого у світі часопису для гомосексуальних чоловіків.
- 1897: Створення Науково-гуманітарного комітету — першої у світі організації, що відстоює права гомосексуалів.
- 1919: Веймарська Конституція гарантує гомосексуалам свободу слова і зборів.
- 1919: Створення Інституту сексуальних наук, одним із завдань якого стало вивчення гомосексуальності.
- 1919: Громадський показ першого фільму про одностатеве кохання «Не такий як усі».
- 1933: Прихід до влади нацистів, заборона і закриття усіх ЛГБТ-організацій і журналів.
- 1935: Значне посилення [[Параграф 175|§ 175(«протиприродна розпуста між чоловіками»).
- 1936: Створення Імперського центрального бюро по боротьбі з гомосексуальністю і абортами.
- 1937: Початок депортацій гомосексуальних чоловіків в концентраційні табори.
- 1945: Закінчення Другої світової війни і звільнення в'язнів таборів.
- 1950: Верховний суд НДР повернув текст § 175 до донацистського формулювання 1871 року.
- 1957: Конституційний суд ФРН визнає конституційність нацистської редакції § 175 і залишає її в силі на території ФРН.
- 1968: Лібералізація в НДР: новий кримінальний кодекс не передбачає покарань за добровільні контакти між чоловіками старше 18 років.
- 1969: Лібералізація § 175 у ФРН: відміна покарань за добровільні контакти між чоловіками старших за 21 рік.
- 1971: Вихід фільму «Не гомосексуал збочений, а ситуація, в якій він живе» спровокував зростання активності ЛГБТ.
- 1972: Перша відкрита демонстрація гомосексуалів на Першотравневому мітингу в Західному Берліні.
- 1973: Лібералізація § 175 у ФРН: відміна покарань за добровільні контакти між чоловіками старших за 18 років.
- 1979: Перші гей-прайди на німецькій території відбулися в Західному Берліні і Бремені.
- 1989: Лібералізація в НДР: відміна покарань за добровільні контакти між чоловіками старших за 14 років(зрівняно з різностатевими контактами).
- 1994: Остаточна відміна § 175 в об'єднаній Німеччині, вік сексуальної згоди зрівняний для одностатевих і різностатевих контактів.
- 2001: Введення цивільних партнерств — офіційного інституту реєстрації одностатевих союзів в країні.
- 2017: Запровадження одностатевих шлюбів.